# Lista över fornlämningar i Tanums kommun (Tanum, hällristningar)
Lista över fornlämningar i Tanums kommun (Tanum, hällristningar) är en förteckning av ett urval av de fornlämningar av typen hällristning som finns i Tanum i Tanums kommun.
| Namn                          | Lämningstyp  | Tillkomsttid | Historisk indelning | Plats | Läge                 | ID-nr          | Bild                                      |
| ----------------------------- | ------------ | ------------ | ------------------- | ----- | -------------------- | -------------- | ----------------------------------------- |
| Tanum 1:1                     | Hällristning |              | Tanum, Bohuslän     |       | 58.701611, 11.336260 | 10160600010001 | Ladda upp en till bild av detta fornminne |
| Tanum 3:1                     | Hällristning |              | Tanum, Bohuslän     |       | 58.700121, 11.328167 | 10160600030001 | Ladda upp en bild av detta fornminne      |
| Tanum 3:2                     | Hällristning |              | Tanum, Bohuslän     |       | 58.700077, 11.328310 | 10160600030002 | Ladda upp en bild av detta fornminne      |
| Tanum 6:1                     | Hällristning |              | Tanum, Bohuslän     |       | 58.699448, 11.336916 | 10160600060001 | Ladda upp en till bild av detta fornminne |
| Tanum 7:1                     | Hällristning |              | Tanum, Bohuslän     |       | 58.699878, 11.336606 | 10160600070001 | Ladda upp en till bild av detta fornminne |
| Tanum 8:1                     | Hällristning |              | Tanum, Bohuslän     |       | 58.699705, 11.336540 | 10160600080001 | Ladda upp en till bild av detta fornminne |
| Tanum 9:1                     | Hällristning |              | Tanum, Bohuslän     |       | 58.699938, 11.335943 | 10160600090001 | Ladda upp en till bild av detta fornminne |
| Tanum 9:2                     | Hällristning |              | Tanum, Bohuslän     |       | 58.699850, 11.336022 | 10160600090002 | Ladda upp en bild av detta fornminne      |
| Tanum 10:1                    | Hällristning |              | Tanum, Bohuslän     |       | 58.700163, 11.335692 | 10160600100001 | Ladda upp en bild av detta fornminne      |
| Tanum 11:1                    | Hällristning |              | Tanum, Bohuslän     |       | 58.700835, 11.336753 | 10160600110001 | Ladda upp en bild av detta fornminne      |
| Tanum 11:2                    | Hällristning |              | Tanum, Bohuslän     |       | 58.700871, 11.336742 | 10160600110002 | Ladda upp en bild av detta fornminne      |
| Tanum 11:3                    | Hällristning |              | Tanum, Bohuslän     |       | 58.700828, 11.336796 | 10160600110003 | Ladda upp en bild av detta fornminne      |
| Tanum 12:1                    | Hällristning |              | Tanum, Bohuslän     |       | 58.695217, 11.339115 | 10160600120001 | Ladda upp en till bild av detta fornminne |
| Tanum 13:1                    | Hällristning |              | Tanum, Bohuslän     |       | 58.695121, 11.338961 | 10160600130001 | Ladda upp en bild av detta fornminne      |
| Tanum 14:1                    | Hällristning |              | Tanum, Bohuslän     |       | 58.695066, 11.339133 | 10160600140001 | Ladda upp en till bild av detta fornminne |
| Tanum 14:2                    | Hällristning |              | Tanum, Bohuslän     |       | 58.695006, 11.339026 | 10160600140002 | Ladda upp en bild av detta fornminne      |
| Tanum 15:1                    | Hällristning |              | Tanum, Bohuslän     |       | 58.695046, 11.339388 | 10160600150001 | Ladda upp en till bild av detta fornminne |
| Tanum 16:1                    | Hällristning |              | Tanum, Bohuslän     |       | 58.694916, 11.339899 | 10160600160001 | Ladda upp en till bild av detta fornminne |
| Tanum 16:2                    | Hällristning |              | Tanum, Bohuslän     |       | 58.694954, 11.339864 | 10160600160002 | Ladda upp en bild av detta fornminne      |
| Tanum 17:1                    | Hällristning |              | Tanum, Bohuslän     |       | 58.695040, 11.340053 | 10160600170001 | Ladda upp en till bild av detta fornminne |
| Tanum 17:2                    | Hällristning |              | Tanum, Bohuslän     |       | 58.695034, 11.340075 | 10160600170002 | Ladda upp en bild av detta fornminne      |
| Tanum 18:1                    | Hällristning |              | Tanum, Bohuslän     |       | 58.693919, 11.340530 | 10160600180001 | Ladda upp en till bild av detta fornminne |
| Tanum 19:1                    | Hällristning |              | Tanum, Bohuslän     |       | 58.693699, 11.340667 | 10160600190001 | Ladda upp en till bild av detta fornminne |
| Tanum 21:1                    | Hällristning |              | Tanum, Bohuslän     |       | 58.693675, 11.340309 | 10160600210001 | Ladda upp en bild av detta fornminne      |
| Tanum 22:1                    | Hällristning |              | Tanum, Bohuslän     |       | 58.693859, 11.340046 | 10160600220001 | Ladda upp en bild av detta fornminne      |
| Tanum 23:1                    | Hällristning |              | Tanum, Bohuslän     |       | 58.693334, 11.340199 | 10160600230001 | Ladda upp en bild av detta fornminne      |
| Tanum 24:1                    | Hällristning |              | Tanum, Bohuslän     |       | 58.693257, 11.340208 | 10160600240001 | Ladda upp en bild av detta fornminne      |
| Tanum 25:1                    | Hällristning |              | Tanum, Bohuslän     |       | 58.693130, 11.340060 | 10160600250001 | Ladda upp en till bild av detta fornminne |
| Tanum 26:1                    | Hällristning |              | Tanum, Bohuslän     |       | 58.693400, 11.339722 | 10160600260001 | Ladda upp en till bild av detta fornminne |
| Tanum 28:1                    | Hällristning |              | Tanum, Bohuslän     |       | 58.693207, 11.339696 | 10160600280001 | Ladda upp en till bild av detta fornminne |
| Tanum 29:1                    | Hällristning |              | Tanum, Bohuslän     |       | 58.692890, 11.338140 | 10160600290001 | Ladda upp en bild av detta fornminne      |
| Tanum 30:1                    | Hällristning |              | Tanum, Bohuslän     |       | 58.692282, 11.337932 | 10160600300001 | Ladda upp en bild av detta fornminne      |
| Tanum 31:1                    | Hällristning |              | Tanum, Bohuslän     |       | 58.690822, 11.337769 | 10160600310001 | Ladda upp en bild av detta fornminne      |
| Tanum 33:1                    | Hällristning |              | Tanum, Bohuslän     |       | 58.691218, 11.339526 | 10160600330001 | Ladda upp en bild av detta fornminne      |
| Tanum 34:1                    | Hällristning |              | Tanum, Bohuslän     |       | 58.691312, 11.339424 | 10160600340001 | Ladda upp en bild av detta fornminne      |
| Tanum 35:1                    | Hällristning |              | Tanum, Bohuslän     |       | 58.691270, 11.339239 | 10160600350001 | Ladda upp en bild av detta fornminne      |
| Tanum 38:1                    | Hällristning |              | Tanum, Bohuslän     |       | 58.691394, 11.339097 | 10160600380001 | Ladda upp en bild av detta fornminne      |
| Tanum 39:1                    | Hällristning |              | Tanum, Bohuslän     |       | 58.688495, 11.338013 | 10160600390001 | Ladda upp en bild av detta fornminne      |
| Tanum 40:1                    | Hällristning |              | Tanum, Bohuslän     |       | 58.688012, 11.338965 | 10160600400001 | Ladda upp en bild av detta fornminne      |
| Tanum 48:1                    | Hällristning |              | Tanum, Bohuslän     |       | 58.688192, 11.340852 | 10160600480001 | Ladda upp en bild av detta fornminne      |
| Tanum 48:2                    | Hällristning |              | Tanum, Bohuslän     |       | 58.688225, 11.340653 | 10160600480002 | Ladda upp en bild av detta fornminne      |
| Tanum 48:3                    | Hällristning |              | Tanum, Bohuslän     |       | 58.688197, 11.340946 | 10160600480003 | Ladda upp en bild av detta fornminne      |
| Tanum 49:1                    | Hällristning |              | Tanum, Bohuslän     |       | 58.687065, 11.335619 | 10160600490001 | Ladda upp en bild av detta fornminne      |
| Tanum 49:2                    | Hällristning |              | Tanum, Bohuslän     |       | 58.687065, 11.335619 | 10160600490002 | Ladda upp en bild av detta fornminne      |
| Tanum 50:1                    | Hällristning |              | Tanum, Bohuslän     |       | 58.687220, 11.335395 | 10160600500001 | Ladda upp en bild av detta fornminne      |
| Tanum 51:1                    | Hällristning |              | Tanum, Bohuslän     |       | 58.691971, 11.326539 | 10160600510001 | Ladda upp en bild av detta fornminne      |
| Tanum 52:1                    | Hällristning |              | Tanum, Bohuslän     |       | 58.688666, 11.328034 | 10160600520001 | Ladda upp en bild av detta fornminne      |
| Tanum 55:1                    | Hällristning |              | Tanum, Bohuslän     |       | 58.688027, 11.327312 | 10160600550001 | Ladda upp en bild av detta fornminne      |
| Tanum 56:1                    | Hällristning |              | Tanum, Bohuslän     |       | 58.687968, 11.327163 | 10160600560001 | Ladda upp en bild av detta fornminne      |
| Tanum 57:1                    | Hällristning |              | Tanum, Bohuslän     |       | 58.691886, 11.322596 | 10160600570001 | Ladda upp en bild av detta fornminne      |
| Tanum 58:1                    | Hällristning |              | Tanum, Bohuslän     |       | 58.689588, 11.322725 | 10160600580001 | Ladda upp en bild av detta fornminne      |
| Tanum 58:2                    | Hällristning |              | Tanum, Bohuslän     |       | 58.689606, 11.322447 | 10160600580002 | Ladda upp en bild av detta fornminne      |
| Tanum 58:3                    | Hällristning |              | Tanum, Bohuslän     |       | 58.689707, 11.322643 | 10160600580003 | Ladda upp en bild av detta fornminne      |
| Tanum 60:1                    | Hällristning |              | Tanum, Bohuslän     |       | 58.686018, 11.328256 | 10160600600001 | Ladda upp en bild av detta fornminne      |
| Tanum 61:1                    | Hällristning |              | Tanum, Bohuslän     |       | 58.685680, 11.340532 | 10160600610001 | Ladda upp en bild av detta fornminne      |
| Tanum 62:1                    | Hällristning |              | Tanum, Bohuslän     |       | 58.685718, 11.340226 | 10160600620001 | Ladda upp en till bild av detta fornminne |
| Tanum 63:1                    | Hällristning |              | Tanum, Bohuslän     |       | 58.685859, 11.340272 | 10160600630001 | Ladda upp en bild av detta fornminne      |
| Tanum 64:1                    | Hällristning |              | Tanum, Bohuslän     |       | 58.685114, 11.340102 | 10160600640001 | Ladda upp en bild av detta fornminne      |
| Tanum 65:1                    | Hällristning |              | Tanum, Bohuslän     |       | 58.685315, 11.330435 | 10160600650001 | Ladda upp en bild av detta fornminne      |
| Tanum 65:2                    | Hällristning |              | Tanum, Bohuslän     |       | 58.685254, 11.330273 | 10160600650002 | Ladda upp en bild av detta fornminne      |
| Tanum 66:1                    | Hällristning |              | Tanum, Bohuslän     |       | 58.685441, 11.330895 | 10160600660001 | Ladda upp en bild av detta fornminne      |
| Tanum 67:1                    | Hällristning |              | Tanum, Bohuslän     |       | 58.685689, 11.330638 | 10160600670001 | Ladda upp en bild av detta fornminne      |
| Tanum 68:1                    | Hällristning |              | Tanum, Bohuslän     |       | 58.685733, 11.329740 | 10160600680001 | Ladda upp en bild av detta fornminne      |
| Tanum 69:1                    | Hällristning |              | Tanum, Bohuslän     |       | 58.688842, 11.328204 | 10160600690001 | Ladda upp en bild av detta fornminne      |
| Tanum 72:4                    | Hällristning |              | Tanum, Bohuslän     |       | 58.689225, 11.327053 | 10160600720004 | Ladda upp en till bild av detta fornminne |
| Litslebymannen (Tanum 75:1)   | Hällristning |              | Tanum, Bohuslän     |       | 58.688955, 11.325417 | 10160600750001 | Ladda upp en till bild av detta fornminne |
| Tanum 76:1                    | Hällristning |              | Tanum, Bohuslän     |       | 58.689013, 11.325225 | 10160600760001 | Ladda upp en till bild av detta fornminne |
| Tanum 78:1                    | Hällristning |              | Tanum, Bohuslän     |       | 58.690890, 11.334378 | 10160600780001 | Ladda upp en bild av detta fornminne      |
| Tanum 79:1                    | Hällristning |              | Tanum, Bohuslän     |       | 58.691009, 11.334174 | 10160600790001 | Ladda upp en bild av detta fornminne      |
| Tanum 80:1                    | Hällristning |              | Tanum, Bohuslän     |       | 58.687249, 11.330252 | 10160600800001 | Ladda upp en bild av detta fornminne      |
| Tanum 80:2                    | Hällristning |              | Tanum, Bohuslän     |       | 58.687292, 11.330454 | 10160600800002 | Ladda upp en bild av detta fornminne      |
| Tanum 81:1                    | Hällristning |              | Tanum, Bohuslän     |       | 58.687500, 11.330222 | 10160600810001 | Ladda upp en bild av detta fornminne      |
| Tanum 82:1                    | Hällristning |              | Tanum, Bohuslän     |       | 58.687878, 11.330417 | 10160600820001 | Ladda upp en bild av detta fornminne      |
| Tanum 83:1                    | Hällristning |              | Tanum, Bohuslän     |       | 58.690012, 11.330627 | 10160600830001 | Ladda upp en bild av detta fornminne      |
| Tanum 83:2                    | Hällristning |              | Tanum, Bohuslän     |       | 58.689965, 11.330874 | 10160600830002 | Ladda upp en bild av detta fornminne      |
| Tanum 84:1                    | Hällristning |              | Tanum, Bohuslän     |       | 58.694941, 11.337927 | 10160600840001 | Ladda upp en bild av detta fornminne      |
| Tanum 85:1                    | Hällristning |              | Tanum, Bohuslän     |       | 58.695804, 11.335913 | 10160600850001 | Ladda upp en bild av detta fornminne      |
| Tanum 85:2                    | Hällristning |              | Tanum, Bohuslän     |       | 58.695680, 11.335962 | 10160600850002 | Ladda upp en bild av detta fornminne      |
| Tanum 88:1                    | Hällristning |              | Tanum, Bohuslän     |       | 58.696605, 11.335064 | 10160600880001 | Ladda upp en bild av detta fornminne      |
| Tanum 89:1                    | Hällristning |              | Tanum, Bohuslän     |       | 58.705273, 11.324090 | 10160600890001 | Ladda upp en bild av detta fornminne      |
| Tanum 90:1                    | Hällristning |              | Tanum, Bohuslän     |       | 58.705285, 11.324268 | 10160600900001 | Ladda upp en bild av detta fornminne      |
| Tanum 91:1                    | Hällristning |              | Tanum, Bohuslän     |       | 58.705327, 11.324509 | 10160600910001 | Ladda upp en bild av detta fornminne      |
| Tanum 92:1                    | Hällristning |              | Tanum, Bohuslän     |       | 58.705652, 11.325159 | 10160600920001 | Ladda upp en bild av detta fornminne      |
| Tanum 93:1                    | Hällristning |              | Tanum, Bohuslän     |       | 58.705698, 11.325423 | 10160600930001 | Ladda upp en bild av detta fornminne      |
| Tanum 94:1                    | Hällristning |              | Tanum, Bohuslän     |       | 58.705781, 11.325493 | 10160600940001 | Ladda upp en bild av detta fornminne      |
| Tanum 95:1                    | Hällristning |              | Tanum, Bohuslän     |       | 58.707187, 11.322653 | 10160600950001 | Ladda upp en bild av detta fornminne      |
| Tanum 96:1                    | Hällristning |              | Tanum, Bohuslän     |       | 58.706950, 11.319745 | 10160600960001 | Ladda upp en bild av detta fornminne      |
| Tanum 96:2                    | Hällristning |              | Tanum, Bohuslän     |       | 58.706918, 11.319891 | 10160600960002 | Ladda upp en bild av detta fornminne      |
| Tanum 97:1                    | Hällristning |              | Tanum, Bohuslän     |       | 58.706250, 11.319758 | 10160600970001 | Ladda upp en bild av detta fornminne      |
| Tanum 98:1                    | Hällristning |              | Tanum, Bohuslän     |       | 58.706105, 11.319706 | 10160600980001 | Ladda upp en bild av detta fornminne      |
| Tanum 99:1                    | Hällristning |              | Tanum, Bohuslän     |       | 58.705986, 11.319669 | 10160600990001 | Ladda upp en bild av detta fornminne      |
| Tanum 100:1                   | Hällristning |              | Tanum, Bohuslän     |       | 58.686463, 11.327565 | 10160601000001 | Ladda upp en bild av detta fornminne      |
| Tanum 101:1                   | Hällristning |              | Tanum, Bohuslän     |       | 58.707313, 11.326318 | 10160601010001 | Ladda upp en bild av detta fornminne      |
| Tanum 102:1                   | Hällristning |              | Tanum, Bohuslän     |       | 58.707546, 11.326567 | 10160601020001 | Ladda upp en bild av detta fornminne      |
| Tanum 102:2                   | Hällristning |              | Tanum, Bohuslän     |       | 58.707630, 11.326609 | 10160601020002 | Ladda upp en bild av detta fornminne      |
| Tanum 103:1                   | Hällristning |              | Tanum, Bohuslän     |       | 58.688196, 11.341188 | 10160601030001 | Ladda upp en bild av detta fornminne      |
| Tanum 103:2                   | Hällristning |              | Tanum, Bohuslän     |       | 58.688112, 11.341094 | 10160601030002 | Ladda upp en bild av detta fornminne      |
| Tanum 104:1                   | Hällristning |              | Tanum, Bohuslän     |       | 58.685622, 11.340372 | 10160601040001 | Ladda upp en bild av detta fornminne      |
| Tanum 104:2                   | Hällristning |              | Tanum, Bohuslän     |       | 58.685496, 11.340459 | 10160601040002 | Ladda upp en bild av detta fornminne      |
| Tanum 104:3                   | Hällristning |              | Tanum, Bohuslän     |       | 58.685506, 11.340563 | 10160601040003 | Ladda upp en bild av detta fornminne      |
| Tanum 105:1                   | Hällristning |              | Tanum, Bohuslän     |       | 58.686820, 11.339945 | 10160601050001 | Ladda upp en bild av detta fornminne      |
| Tanum 105:2                   | Hällristning |              | Tanum, Bohuslän     |       | 58.686963, 11.339800 | 10160601050002 | Ladda upp en bild av detta fornminne      |
| Tanum 105:3                   | Hällristning |              | Tanum, Bohuslän     |       | 58.687004, 11.339857 | 10160601050003 | Ladda upp en bild av detta fornminne      |
| Tanum 105:4                   | Hällristning |              | Tanum, Bohuslän     |       | 58.686961, 11.339860 | 10160601050004 | Ladda upp en bild av detta fornminne      |
| Tanum 106:1                   | Hällristning |              | Tanum, Bohuslän     |       | 58.690054, 11.327895 | 10160601060001 | Ladda upp en bild av detta fornminne      |
| Tanum 107:1                   | Hällristning |              | Tanum, Bohuslän     |       | 58.692834, 11.325993 | 10160601070001 | Ladda upp en bild av detta fornminne      |
| Tanum 111:1                   | Hällristning |              | Tanum, Bohuslän     |       | 58.688085, 11.338439 | 10160601110001 | Ladda upp en bild av detta fornminne      |
| Tanum 112:1                   | Hällristning |              | Tanum, Bohuslän     |       | 58.688983, 11.328395 | 10160601120001 | Ladda upp en bild av detta fornminne      |
| Tanum 113:1                   | Hällristning |              | Tanum, Bohuslän     |       | 58.705797, 11.325654 | 10160601130001 | Ladda upp en bild av detta fornminne      |
| Tanum 116:1                   | Hällristning |              | Tanum, Bohuslän     |       | 58.706486, 11.319541 | 10160601160001 | Ladda upp en bild av detta fornminne      |
| Tanum 118:1                   | Hällristning |              | Tanum, Bohuslän     |       | 58.691961, 11.336213 | 10160601180001 | Ladda upp en bild av detta fornminne      |
| Tanum 119:1                   | Hällristning |              | Tanum, Bohuslän     |       | 58.693084, 11.338878 | 10160601190001 | Ladda upp en bild av detta fornminne      |
| Tanum 119:2                   | Hällristning |              | Tanum, Bohuslän     |       | 58.692832, 11.339121 | 10160601190002 | Ladda upp en bild av detta fornminne      |
| Tanum 120:1                   | Hällristning |              | Tanum, Bohuslän     |       | 58.695310, 11.339551 | 10160601200001 | Ladda upp en till bild av detta fornminne |
| Tanum 121:1                   | Hällristning |              | Tanum, Bohuslän     |       | 58.685935, 11.330441 | 10160601210001 | Ladda upp en bild av detta fornminne      |
| Tanum 121:2                   | Hällristning |              | Tanum, Bohuslän     |       | 58.685970, 11.330400 | 10160601210002 | Ladda upp en bild av detta fornminne      |
| Tanum 121:3                   | Hällristning |              | Tanum, Bohuslän     |       | 58.685916, 11.330354 | 10160601210003 | Ladda upp en bild av detta fornminne      |
| Tanum 122:1                   | Hällristning |              | Tanum, Bohuslän     |       | 58.686527, 11.328438 | 10160601220001 | Ladda upp en bild av detta fornminne      |
| Tanum 122:2                   | Hällristning |              | Tanum, Bohuslän     |       | 58.686511, 11.328454 | 10160601220002 | Ladda upp en bild av detta fornminne      |
| Tanum 122:3                   | Hällristning |              | Tanum, Bohuslän     |       | 58.686468, 11.328499 | 10160601220003 | Ladda upp en bild av detta fornminne      |
| Tanum 123:1                   | Hällristning |              | Tanum, Bohuslän     |       | 58.691142, 11.339578 | 10160601230001 | Ladda upp en bild av detta fornminne      |
| Tanum 124:1                   | Hällristning |              | Tanum, Bohuslän     |       | 58.691115, 11.339922 | 10160601240001 | Ladda upp en bild av detta fornminne      |
| Tanum 125:1                   | Hällristning |              | Tanum, Bohuslän     |       | 58.691056, 11.339812 | 10160601250001 | Ladda upp en bild av detta fornminne      |
| Tanum 126:1                   | Hällristning |              | Tanum, Bohuslän     |       | 58.690947, 11.339955 | 10160601260001 | Ladda upp en bild av detta fornminne      |
| Tanum 127:1                   | Hällristning |              | Tanum, Bohuslän     |       | 58.700170, 11.337038 | 10160601270001 | Ladda upp en bild av detta fornminne      |
| Tanum 128:1                   | Hällristning |              | Tanum, Bohuslän     |       | 58.682464, 11.327829 | 10160601280001 | Ladda upp en bild av detta fornminne      |
| Tanum 129:1                   | Hällristning |              | Tanum, Bohuslän     |       | 58.693170, 11.340356 | 10160601290001 | Ladda upp en bild av detta fornminne      |
| Tanum 130:1                   | Hällristning |              | Tanum, Bohuslän     |       | 58.682278, 11.327350 | 10160601300001 | Ladda upp en bild av detta fornminne      |
| Tanum 130:2                   | Hällristning |              | Tanum, Bohuslän     |       | 58.682182, 11.327171 | 10160601300002 | Ladda upp en bild av detta fornminne      |
| Tanum 131:1                   | Hällristning |              | Tanum, Bohuslän     |       | 58.688169, 11.338222 | 10160601310001 | Ladda upp en bild av detta fornminne      |
| Tanum 132:1                   | Hällristning |              | Tanum, Bohuslän     |       | 58.685212, 11.339918 | 10160601320001 | Ladda upp en bild av detta fornminne      |
| Tanum 133:1                   | Hällristning |              | Tanum, Bohuslän     |       | 58.706502, 11.360459 | 10160601330001 | Ladda upp en bild av detta fornminne      |
| Tanum 135:1                   | Hällristning |              | Tanum, Bohuslän     |       | 58.691032, 11.339607 | 10160601350001 | Ladda upp en bild av detta fornminne      |
| Tanum 136:1                   | Hällristning |              | Tanum, Bohuslän     |       | 58.688615, 11.322926 | 10160601360001 | Ladda upp en bild av detta fornminne      |
| Tanum 138:1                   | Hällristning |              | Tanum, Bohuslän     |       | 58.704982, 11.244330 | 10160601380001 | Ladda upp en bild av detta fornminne      |
| Tanum 139:1                   | Hällristning |              | Tanum, Bohuslän     |       | 58.700947, 11.334892 | 10160601390001 | Ladda upp en bild av detta fornminne      |
| Tanum 140:1                   | Hällristning |              | Tanum, Bohuslän     |       | 58.690410, 11.382541 | 10160601400001 | Ladda upp en bild av detta fornminne      |
| Tanum 146:1                   | Hällristning |              | Tanum, Bohuslän     |       | 58.701670, 11.341819 | 10160601460001 | Ladda upp en bild av detta fornminne      |
| Tanum 147:1                   | Hällristning |              | Tanum, Bohuslän     |       | 58.701082, 11.340281 | 10160601470001 | Ladda upp en bild av detta fornminne      |
| Tanum 148:1                   | Hällristning |              | Tanum, Bohuslän     |       | 58.734941, 11.403900 | 10160601480001 | Ladda upp en bild av detta fornminne      |
| Tanum 149:1                   | Hällristning |              | Tanum, Bohuslän     |       | 58.724602, 11.384257 | 10160601490001 | Ladda upp en till bild av detta fornminne |
| Tanum 151:1                   | Hällristning |              | Tanum, Bohuslän     |       | 58.721507, 11.372131 | 10160601510001 | Ladda upp en till bild av detta fornminne |
| Tanum 152:1                   | Hällristning |              | Tanum, Bohuslän     |       | 58.718132, 11.383912 | 10160601520001 | Ladda upp en bild av detta fornminne      |
| Tanum 153:1                   | Hällristning |              | Tanum, Bohuslän     |       | 58.717164, 11.387597 | 10160601530001 | Ladda upp en bild av detta fornminne      |
| Tanum 154:1                   | Hällristning |              | Tanum, Bohuslän     |       | 58.717490, 11.384090 | 10160601540001 | Ladda upp en bild av detta fornminne      |
| Tanum 155:1                   | Hällristning |              | Tanum, Bohuslän     |       | 58.715806, 11.383957 | 10160601550001 | Ladda upp en bild av detta fornminne      |
| Tanum 156:1                   | Hällristning |              | Tanum, Bohuslän     |       | 58.722423, 11.373154 | 10160601560001 | Ladda upp en bild av detta fornminne      |
| Tanum 157:1                   | Hällristning |              | Tanum, Bohuslän     |       | 58.718796, 11.380189 | 10160601570001 | Ladda upp en bild av detta fornminne      |
| Tanum 158:1                   | Hällristning |              | Tanum, Bohuslän     |       | 58.713960, 11.364718 | 10160601580001 | Ladda upp en bild av detta fornminne      |
| Tanum 159:1                   | Hällristning |              | Tanum, Bohuslän     |       | 58.703316, 11.346686 | 10160601590001 | Ladda upp en bild av detta fornminne      |
| Tanum 160:1                   | Hällristning |              | Tanum, Bohuslän     |       | 58.704595, 11.349887 | 10160601600001 | Ladda upp en bild av detta fornminne      |
| Tanum 161:1                   | Hällristning |              | Tanum, Bohuslän     |       | 58.704287, 11.349802 | 10160601610001 | Ladda upp en bild av detta fornminne      |
| Tanum 162:1                   | Hällristning |              | Tanum, Bohuslän     |       | 58.708224, 11.380572 | 10160601620001 | Ladda upp en bild av detta fornminne      |
| Tanum 162:2                   | Hällristning |              | Tanum, Bohuslän     |       | 58.708245, 11.380267 | 10160601620002 | Ladda upp en bild av detta fornminne      |
| Tanum 163:1                   | Hällristning |              | Tanum, Bohuslän     |       | 58.707581, 11.378971 | 10160601630001 | Ladda upp en bild av detta fornminne      |
| Tanum 164:1                   | Hällristning |              | Tanum, Bohuslän     |       | 58.704454, 11.350249 | 10160601640001 | Ladda upp en bild av detta fornminne      |
| Tanum 165:1                   | Hällristning |              | Tanum, Bohuslän     |       | 58.710174, 11.324478 | 10160601650001 | Ladda upp en bild av detta fornminne      |
| Tanum 166:1                   | Hällristning |              | Tanum, Bohuslän     |       | 58.710268, 11.322359 | 10160601660001 | Ladda upp en bild av detta fornminne      |
| Tanum 167:1                   | Hällristning |              | Tanum, Bohuslän     |       | 58.710424, 11.322168 | 10160601670001 | Ladda upp en bild av detta fornminne      |
| Tanum 168:1                   | Hällristning |              | Tanum, Bohuslän     |       | 58.710305, 11.323677 | 10160601680001 | Ladda upp en bild av detta fornminne      |
| Tanum 169:1                   | Hällristning |              | Tanum, Bohuslän     |       | 58.712174, 11.331118 | 10160601690001 | Ladda upp en bild av detta fornminne      |
| Tanum 171:1                   | Hällristning |              | Tanum, Bohuslän     |       | 58.709125, 11.331028 | 10160601710001 | Ladda upp en bild av detta fornminne      |
| Tanum 172:1                   | Hällristning |              | Tanum, Bohuslän     |       | 58.711533, 11.316941 | 10160601720001 | Ladda upp en bild av detta fornminne      |
| Tanum 173:1                   | Hällristning |              | Tanum, Bohuslän     |       | 58.711816, 11.317676 | 10160601730001 | Ladda upp en bild av detta fornminne      |
| Tanum 174:1                   | Hällristning |              | Tanum, Bohuslän     |       | 58.711793, 11.317512 | 10160601740001 | Ladda upp en bild av detta fornminne      |
| Tanum 174:2                   | Hällristning |              | Tanum, Bohuslän     |       | 58.711793, 11.317512 | 10160601740002 | Ladda upp en bild av detta fornminne      |
| Tanum 175:1                   | Hällristning |              | Tanum, Bohuslän     |       | 58.711850, 11.317344 | 10160601750001 | Ladda upp en bild av detta fornminne      |
| Tanum 176:1                   | Hällristning |              | Tanum, Bohuslän     |       | 58.711328, 11.321215 | 10160601760001 | Ladda upp en bild av detta fornminne      |
| Tanum 177:1                   | Hällristning |              | Tanum, Bohuslän     |       | 58.713287, 11.320102 | 10160601770001 | Ladda upp en bild av detta fornminne      |
| Tanum 178:1                   | Hällristning |              | Tanum, Bohuslän     |       | 58.714200, 11.320643 | 10160601780001 | Ladda upp en bild av detta fornminne      |
| Tanum 179:1                   | Hällristning |              | Tanum, Bohuslän     |       | 58.714522, 11.320786 | 10160601790001 | Ladda upp en bild av detta fornminne      |
| Tanum 180:1                   | Hällristning |              | Tanum, Bohuslän     |       | 58.714865, 11.318586 | 10160601800001 | Ladda upp en bild av detta fornminne      |
| Tanum 181:1                   | Hällristning |              | Tanum, Bohuslän     |       | 58.708255, 11.327952 | 10160601810001 | Ladda upp en bild av detta fornminne      |
| Tanum 182:1                   | Hällristning |              | Tanum, Bohuslän     |       | 58.707905, 11.327682 | 10160601820001 | Ladda upp en bild av detta fornminne      |
| Tanum 183:1                   | Hällristning |              | Tanum, Bohuslän     |       | 58.707905, 11.327405 | 10160601830001 | Ladda upp en bild av detta fornminne      |
| Tanum 183:2                   | Hällristning |              | Tanum, Bohuslän     |       | 58.707905, 11.327405 | 10160601830002 | Ladda upp en bild av detta fornminne      |
| Tanum 183:3                   | Hällristning |              | Tanum, Bohuslän     |       | 58.707871, 11.327137 | 10160601830003 | Ladda upp en bild av detta fornminne      |
| Tanum 184:1                   | Hällristning |              | Tanum, Bohuslän     |       | 58.708166, 11.321519 | 10160601840001 | Ladda upp en bild av detta fornminne      |
| Tanum 184:2                   | Hällristning |              | Tanum, Bohuslän     |       | 58.708254, 11.321576 | 10160601840002 | Ladda upp en bild av detta fornminne      |
| Tanum 184:3                   | Hällristning |              | Tanum, Bohuslän     |       | 58.708343, 11.321690 | 10160601840003 | Ladda upp en bild av detta fornminne      |
| Tanum 185:1                   | Hällristning |              | Tanum, Bohuslän     |       | 58.707760, 11.321463 | 10160601850001 | Ladda upp en bild av detta fornminne      |
| Tanum 185:2                   | Hällristning |              | Tanum, Bohuslän     |       | 58.707855, 11.321348 | 10160601850002 | Ladda upp en bild av detta fornminne      |
| Tanum 186:1                   | Hällristning |              | Tanum, Bohuslän     |       | 58.652957, 11.357886 | 10160601860001 | Ladda upp en bild av detta fornminne      |
| Tanum 186:2                   | Hällristning |              | Tanum, Bohuslän     |       | 58.653194, 11.357733 | 10160601860002 | Ladda upp en bild av detta fornminne      |
| Tanum 187:1                   | Hällristning |              | Tanum, Bohuslän     |       | 58.745805, 11.275850 | 10160601870001 | Ladda upp en bild av detta fornminne      |
| Tanum 187:2                   | Hällristning |              | Tanum, Bohuslän     |       | 58.745861, 11.275669 | 10160601870002 | Ladda upp en bild av detta fornminne      |
| Tanum 188:1                   | Hällristning |              | Tanum, Bohuslän     |       | 58.699106, 11.345229 | 10160601880001 | Ladda upp en bild av detta fornminne      |
| Tanum 189:1                   | Hällristning |              | Tanum, Bohuslän     |       | 58.705847, 11.359897 | 10160601890001 | Ladda upp en bild av detta fornminne      |
| Tanum 190:2                   | Hällristning |              | Tanum, Bohuslän     |       | 58.706243, 11.360718 | 10160601900002 | Ladda upp en bild av detta fornminne      |
| Tanum 191:1                   | Hällristning |              | Tanum, Bohuslän     |       | 58.678028, 11.334193 | 10160601910001 | Ladda upp en bild av detta fornminne      |
| Tanum 192:1                   | Hällristning |              | Tanum, Bohuslän     |       | 58.680712, 11.331693 | 10160601920001 | Ladda upp en bild av detta fornminne      |
| Tanum 193:1                   | Hällristning |              | Tanum, Bohuslän     |       | 58.683336, 11.329670 | 10160601930001 | Ladda upp en bild av detta fornminne      |
| Tanum 193:2                   | Hällristning |              | Tanum, Bohuslän     |       | 58.683422, 11.329789 | 10160601930002 | Ladda upp en bild av detta fornminne      |
| Tanum 193:3                   | Hällristning |              | Tanum, Bohuslän     |       | 58.683340, 11.329854 | 10160601930003 | Ladda upp en bild av detta fornminne      |
| Tanum 193:4                   | Hällristning |              | Tanum, Bohuslän     |       | 58.683237, 11.329952 | 10160601930004 | Ladda upp en bild av detta fornminne      |
| Tanum 194:1                   | Hällristning |              | Tanum, Bohuslän     |       | 58.681262, 11.328730 | 10160601940001 | Ladda upp en bild av detta fornminne      |
| Tanum 196:1                   | Hällristning |              | Tanum, Bohuslän     |       | 58.678842, 11.330910 | 10160601960001 | Ladda upp en bild av detta fornminne      |
| Tanum 197:1                   | Hällristning |              | Tanum, Bohuslän     |       | 58.678727, 11.331068 | 10160601970001 | Ladda upp en bild av detta fornminne      |
| Tanum 198:1                   | Hällristning |              | Tanum, Bohuslän     |       | 58.678567, 11.330750 | 10160601980001 | Ladda upp en bild av detta fornminne      |
| Tanum 199:1                   | Hällristning |              | Tanum, Bohuslän     |       | 58.678789, 11.331306 | 10160601990001 | Ladda upp en bild av detta fornminne      |
| Tanum 200:1                   | Hällristning |              | Tanum, Bohuslän     |       | 58.678517, 11.332571 | 10160602000001 | Ladda upp en bild av detta fornminne      |
| Tanum 201:1                   | Hällristning |              | Tanum, Bohuslän     |       | 58.678537, 11.333121 | 10160602010001 | Ladda upp en bild av detta fornminne      |
| Tanum 202:1                   | Hällristning |              | Tanum, Bohuslän     |       | 58.683550, 11.329623 | 10160602020001 | Ladda upp en bild av detta fornminne      |
| Tanum 203:1                   | Hällristning |              | Tanum, Bohuslän     |       | 58.726020, 11.313716 | 10160602030001 | Ladda upp en bild av detta fornminne      |
| Blyhälla (Tanum 204:1)        | Hällristning |              | Tanum, Bohuslän     |       | 58.712544, 11.336240 | 10160602040001 | Ladda upp en bild av detta fornminne      |
| Blyhälla (Tanum 204:2)        | Hällristning |              | Tanum, Bohuslän     |       | 58.712631, 11.336437 | 10160602040002 | Ladda upp en bild av detta fornminne      |
| Tanum 205:1                   | Hällristning |              | Tanum, Bohuslän     |       | 58.716353, 11.328898 | 10160602050001 | Ladda upp en bild av detta fornminne      |
| Ludesten (Tanum 206:2)        | Hällristning |              | Tanum, Bohuslän     |       | 58.720711, 11.302316 | 10160602060002 | Ladda upp en bild av detta fornminne      |
| Ludesten (Tanum 206:3)        | Hällristning |              | Tanum, Bohuslän     |       | 58.720725, 11.302307 | 10160602060003 | Ladda upp en bild av detta fornminne      |
| Tanum 208:1                   | Hällristning |              | Tanum, Bohuslän     |       | 58.688400, 11.308693 | 10160602080001 | Ladda upp en bild av detta fornminne      |
| Tanum 209:1                   | Hällristning |              | Tanum, Bohuslän     |       | 58.675557, 11.368147 | 10160602090001 | Ladda upp en bild av detta fornminne      |
| Tanum 210:1                   | Hällristning |              | Tanum, Bohuslän     |       | 58.679300, 11.353250 | 10160602100001 | Ladda upp en bild av detta fornminne      |
| Tanum 211:1                   | Hällristning |              | Tanum, Bohuslän     |       | 58.677095, 11.351907 | 10160602110001 | Ladda upp en bild av detta fornminne      |
| Tanum 212:1                   | Hällristning |              | Tanum, Bohuslän     |       | 58.677581, 11.353655 | 10160602120001 | Ladda upp en bild av detta fornminne      |
| Tanum 213:1                   | Hällristning |              | Tanum, Bohuslän     |       | 58.675222, 11.358378 | 10160602130001 | Ladda upp en bild av detta fornminne      |
| Tanum 214:1                   | Hällristning |              | Tanum, Bohuslän     |       | 58.704067, 11.385720 | 10160602140101 | Ladda upp en bild av detta fornminne      |
| Tanum 215:1                   | Hällristning |              | Tanum, Bohuslän     |       | 58.674130, 11.358589 | 10160602150001 | Ladda upp en bild av detta fornminne      |
| Tanum 215:2                   | Hällristning |              | Tanum, Bohuslän     |       | 58.674250, 11.358391 | 10160602150002 | Ladda upp en bild av detta fornminne      |
| Tanum 216:1                   | Hällristning |              | Tanum, Bohuslän     |       | 58.675445, 11.358319 | 10160602160001 | Ladda upp en bild av detta fornminne      |
| Tanum 217:1                   | Hällristning |              | Tanum, Bohuslän     |       | 58.675645, 11.357968 | 10160602170001 | Ladda upp en bild av detta fornminne      |
| Tanum 217:2                   | Hällristning |              | Tanum, Bohuslän     |       | 58.675599, 11.357831 | 10160602170002 | Ladda upp en bild av detta fornminne      |
| Tanum 219:1                   | Hällristning |              | Tanum, Bohuslän     |       | 58.676229, 11.356240 | 10160602190001 | Ladda upp en bild av detta fornminne      |
| Tanum 220:1                   | Hällristning |              | Tanum, Bohuslän     |       | 58.676446, 11.356781 | 10160602200001 | Ladda upp en bild av detta fornminne      |
| Tanum 222:1                   | Hällristning |              | Tanum, Bohuslän     |       | 58.676069, 11.357192 | 10160602220001 | Ladda upp en bild av detta fornminne      |
| Tanum 223:1                   | Hällristning |              | Tanum, Bohuslän     |       | 58.673897, 11.352427 | 10160602230001 | Ladda upp en bild av detta fornminne      |
| Tanum 224:1                   | Hällristning |              | Tanum, Bohuslän     |       | 58.672894, 11.347829 | 10160602240001 | Ladda upp en bild av detta fornminne      |
| Tanum 224:2                   | Hällristning |              | Tanum, Bohuslän     |       | 58.673006, 11.347693 | 10160602240002 | Ladda upp en bild av detta fornminne      |
| Tanum 224:3                   | Hällristning |              | Tanum, Bohuslän     |       | 58.672911, 11.347568 | 10160602240003 | Ladda upp en bild av detta fornminne      |
| Tanum 224:4                   | Hällristning |              | Tanum, Bohuslän     |       | 58.673139, 11.347660 | 10160602240004 | Ladda upp en bild av detta fornminne      |
| Tanum 225:1                   | Hällristning |              | Tanum, Bohuslän     |       | 58.673739, 11.399297 | 10160602250001 | Ladda upp en till bild av detta fornminne |
| Tanum 226:1                   | Hällristning |              | Tanum, Bohuslän     |       | 58.681137, 11.393691 | 10160602260001 | Ladda upp en bild av detta fornminne      |
| Tanum 228:1                   | Hällristning |              | Tanum, Bohuslän     |       | 58.678002, 11.389966 | 10160602280001 | Ladda upp en bild av detta fornminne      |
| Tanum 229:1                   | Hällristning |              | Tanum, Bohuslän     |       | 58.676561, 11.389382 | 10160602290001 | Ladda upp en bild av detta fornminne      |
| Tanum 230:1                   | Hällristning |              | Tanum, Bohuslän     |       | 58.678990, 11.388969 | 10160602300001 | Ladda upp en bild av detta fornminne      |
| Tanum 231:1                   | Hällristning |              | Tanum, Bohuslän     |       | 58.678820, 11.388750 | 10160602310001 | Ladda upp en bild av detta fornminne      |
| Tanum 232:1                   | Hällristning |              | Tanum, Bohuslän     |       | 58.674110, 11.351732 | 10160602320001 | Ladda upp en bild av detta fornminne      |
| Tanum 233:1                   | Hällristning |              | Tanum, Bohuslän     |       | 58.679143, 11.360044 | 10160602330001 | Ladda upp en bild av detta fornminne      |
| Tanum 234:1                   | Hällristning |              | Tanum, Bohuslän     |       | 58.671512, 11.358448 | 10160602340001 | Ladda upp en bild av detta fornminne      |
| Tanum 235:1                   | Hällristning |              | Tanum, Bohuslän     |       | 58.671533, 11.357758 | 10160602350001 | Ladda upp en bild av detta fornminne      |
| Tanum 237:1                   | Hällristning |              | Tanum, Bohuslän     |       | 58.702946, 11.377728 | 10160602370001 | Ladda upp en bild av detta fornminne      |
| Tanum 238:1                   | Hällristning |              | Tanum, Bohuslän     |       | 58.705259, 11.377574 | 10160602380001 | Ladda upp en bild av detta fornminne      |
| Tanum 239:1                   | Hällristning |              | Tanum, Bohuslän     |       | 58.713932, 11.363841 | 10160602390001 | Ladda upp en bild av detta fornminne      |
| Tanum 240:1                   | Hällristning |              | Tanum, Bohuslän     |       | 58.714198, 11.363740 | 10160602400001 | Ladda upp en bild av detta fornminne      |
| Tanum 241:1                   | Hällristning |              | Tanum, Bohuslän     |       | 58.676788, 11.326226 | 10160602410001 | Ladda upp en bild av detta fornminne      |
| Tanum 242:1                   | Hällristning |              | Tanum, Bohuslän     |       | 58.653134, 11.360279 | 10160602420001 | Ladda upp en bild av detta fornminne      |
| Tanum 243:1                   | Hällristning |              | Tanum, Bohuslän     |       | 58.653323, 11.360529 | 10160602430001 | Ladda upp en bild av detta fornminne      |
| Tanum 244:1                   | Hällristning |              | Tanum, Bohuslän     |       | 58.653469, 11.360596 | 10160602440001 | Ladda upp en bild av detta fornminne      |
| Tanum 245:1                   | Hällristning |              | Tanum, Bohuslän     |       | 58.653572, 11.361186 | 10160602450001 | Ladda upp en bild av detta fornminne      |
| Tanum 246:1                   | Hällristning |              | Tanum, Bohuslän     |       | 58.653264, 11.361366 | 10160602460001 | Ladda upp en bild av detta fornminne      |
| Tanum 247:1                   | Hällristning |              | Tanum, Bohuslän     |       | 58.650775, 11.362341 | 10160602470001 | Ladda upp en bild av detta fornminne      |
| Tanum 248:1                   | Hällristning |              | Tanum, Bohuslän     |       | 58.653544, 11.358203 | 10160602480001 | Ladda upp en till bild av detta fornminne |
| Tanum 248:2                   | Hällristning |              | Tanum, Bohuslän     |       | 58.653579, 11.358254 | 10160602480002 | Ladda upp en bild av detta fornminne      |
| Tanum 249:1                   | Hällristning |              | Tanum, Bohuslän     |       | 58.653622, 11.358365 | 10160602490001 | Ladda upp en bild av detta fornminne      |
| Tanum 250:1                   | Hällristning |              | Tanum, Bohuslän     |       | 58.653544, 11.358445 | 10160602500001 | Ladda upp en bild av detta fornminne      |
| Tanum 252:1                   | Hällristning |              | Tanum, Bohuslän     |       | 58.722708, 11.379146 | 10160602520001 | Ladda upp en bild av detta fornminne      |
| Tanum 253:1                   | Hällristning |              | Tanum, Bohuslän     |       | 58.722259, 11.377746 | 10160602530001 | Ladda upp en bild av detta fornminne      |
| Tanum 254:1                   | Hällristning |              | Tanum, Bohuslän     |       | 58.722235, 11.378112 | 10160602540001 | Ladda upp en bild av detta fornminne      |
| Tanum 255:1                   | Hällristning |              | Tanum, Bohuslän     |       | 58.724154, 11.383803 | 10160602550001 | Ladda upp en till bild av detta fornminne |
| Tanum 256:1                   | Hällristning |              | Tanum, Bohuslän     |       | 58.723777, 11.382858 | 10160602560001 | Ladda upp en bild av detta fornminne      |
| Tanum 259:1                   | Hällristning |              | Tanum, Bohuslän     |       | 58.723257, 11.381467 | 10160602590001 | Ladda upp en bild av detta fornminne      |
| Tanum 260:1                   | Hällristning |              | Tanum, Bohuslän     |       | 58.723728, 11.383502 | 10160602600001 | Ladda upp en bild av detta fornminne      |
| Tanum 260:2                   | Hällristning |              | Tanum, Bohuslän     |       | 58.723617, 11.383276 | 10160602600002 | Ladda upp en bild av detta fornminne      |
| Tanum 261:1                   | Hällristning |              | Tanum, Bohuslän     |       | 58.724428, 11.384066 | 10160602610001 | Ladda upp en bild av detta fornminne      |
| Tanum 262:1                   | Hällristning |              | Tanum, Bohuslän     |       | 58.725509, 11.385646 | 10160602620001 | Ladda upp en till bild av detta fornminne |
| Tanum 263:1                   | Hällristning |              | Tanum, Bohuslän     |       | 58.725547, 11.385158 | 10160602630001 | Ladda upp en bild av detta fornminne      |
| Tanum 264:1                   | Hällristning |              | Tanum, Bohuslän     |       | 58.726177, 11.386035 | 10160602640001 | Ladda upp en bild av detta fornminne      |
| Tanum 264:2                   | Hällristning |              | Tanum, Bohuslän     |       | 58.726083, 11.385922 | 10160602640002 | Ladda upp en bild av detta fornminne      |
| Tanum 266:1                   | Hällristning |              | Tanum, Bohuslän     |       | 58.726630, 11.387486 | 10160602660001 | Ladda upp en bild av detta fornminne      |
| Tanum 267:1                   | Hällristning |              | Tanum, Bohuslän     |       | 58.726596, 11.387835 | 10160602670001 | Ladda upp en bild av detta fornminne      |
| Tanum 268:1                   | Hällristning |              | Tanum, Bohuslän     |       | 58.727164, 11.388443 | 10160602680001 | Ladda upp en bild av detta fornminne      |
| Tanum 269:1                   | Hällristning |              | Tanum, Bohuslän     |       | 58.727949, 11.387970 | 10160602690001 | Ladda upp en bild av detta fornminne      |
| Tanum 270:1                   | Hällristning |              | Tanum, Bohuslän     |       | 58.729091, 11.388233 | 10160602700001 | Ladda upp en bild av detta fornminne      |
| Tanum 271:1                   | Hällristning |              | Tanum, Bohuslän     |       | 58.736609, 11.407138 | 10160602710001 | Ladda upp en bild av detta fornminne      |
| Tanum 272:1                   | Hällristning |              | Tanum, Bohuslän     |       | 58.729277, 11.390994 | 10160602720001 | Ladda upp en till bild av detta fornminne |
| Tanum 273:1                   | Hällristning |              | Tanum, Bohuslän     |       | 58.730367, 11.396155 | 10160602730001 | Ladda upp en bild av detta fornminne      |
| Tanum 274:1                   | Hällristning |              | Tanum, Bohuslän     |       | 58.731523, 11.398872 | 10160602740001 | Ladda upp en bild av detta fornminne      |
| Tanum 275:1                   | Hällristning |              | Tanum, Bohuslän     |       | 58.740100, 11.401696 | 10160602750001 | Ladda upp en bild av detta fornminne      |
| Tanum 276:1                   | Hällristning |              | Tanum, Bohuslän     |       | 58.732591, 11.362824 | 10160602760001 | Ladda upp en bild av detta fornminne      |
| Tanum 276:2                   | Hällristning |              | Tanum, Bohuslän     |       | 58.732571, 11.362759 | 10160602760002 | Ladda upp en bild av detta fornminne      |
| Tanum 277:1                   | Hällristning |              | Tanum, Bohuslän     |       | 58.728214, 11.362013 | 10160602770001 | Ladda upp en bild av detta fornminne      |
| Tanum 278:1                   | Hällristning |              | Tanum, Bohuslän     |       | 58.725367, 11.362625 | 10160602780001 | Ladda upp en bild av detta fornminne      |
| Tanum 280:1                   | Hällristning |              | Tanum, Bohuslän     |       | 58.724211, 11.365284 | 10160602800001 | Ladda upp en bild av detta fornminne      |
| Tanum 280:2                   | Hällristning |              | Tanum, Bohuslän     |       | 58.724211, 11.365284 | 10160602800002 | Ladda upp en bild av detta fornminne      |
| Tanum 281:1                   | Hällristning |              | Tanum, Bohuslän     |       | 58.724231, 11.365218 | 10160602810001 | Ladda upp en bild av detta fornminne      |
| Tanum 282:1                   | Hällristning |              | Tanum, Bohuslän     |       | 58.724007, 11.365200 | 10160602820001 | Ladda upp en bild av detta fornminne      |
| Tanum 283:1                   | Hällristning |              | Tanum, Bohuslän     |       | 58.723305, 11.369312 | 10160602830001 | Ladda upp en bild av detta fornminne      |
| Tanum 284:1                   | Hällristning |              | Tanum, Bohuslän     |       | 58.723230, 11.368924 | 10160602840001 | Ladda upp en bild av detta fornminne      |
| Tanum 285:1                   | Hällristning |              | Tanum, Bohuslän     |       | 58.723503, 11.369617 | 10160602850001 | Ladda upp en bild av detta fornminne      |
| Tanum 286:1                   | Hällristning |              | Tanum, Bohuslän     |       | 58.729063, 11.332119 | 10160602860001 | Ladda upp en bild av detta fornminne      |
| Tanum 286:2                   | Hällristning |              | Tanum, Bohuslän     |       | 58.729112, 11.332226 | 10160602860002 | Ladda upp en bild av detta fornminne      |
| Tanum 288:1                   | Hällristning |              | Tanum, Bohuslän     |       | 58.728808, 11.331727 | 10160602880001 | Ladda upp en bild av detta fornminne      |
| Tanum 288:2                   | Hällristning |              | Tanum, Bohuslän     |       | 58.728862, 11.331827 | 10160602880002 | Ladda upp en bild av detta fornminne      |
| Tanum 288:3                   | Hällristning |              | Tanum, Bohuslän     |       | 58.728948, 11.332005 | 10160602880003 | Ladda upp en bild av detta fornminne      |
| Tanum 289:1                   | Hällristning |              | Tanum, Bohuslän     |       | 58.735144, 11.343090 | 10160602890001 | Ladda upp en bild av detta fornminne      |
| Tanum 290:1                   | Hällristning |              | Tanum, Bohuslän     |       | 58.733294, 11.332505 | 10160602900001 | Ladda upp en bild av detta fornminne      |
| Tanum 291:1                   | Hällristning |              | Tanum, Bohuslän     |       | 58.733356, 11.333034 | 10160602910001 | Ladda upp en bild av detta fornminne      |
| Tanum 292:1                   | Hällristning |              | Tanum, Bohuslän     |       | 58.733428, 11.332472 | 10160602920001 | Ladda upp en bild av detta fornminne      |
| Tanum 293:1                   | Hällristning |              | Tanum, Bohuslän     |       | 58.733949, 11.331355 | 10160602930001 | Ladda upp en bild av detta fornminne      |
| Tanum 294:1                   | Hällristning |              | Tanum, Bohuslän     |       | 58.731811, 11.329190 | 10160602940001 | Ladda upp en bild av detta fornminne      |
| Tanum 294:2                   | Hällristning |              | Tanum, Bohuslän     |       | 58.731835, 11.329160 | 10160602940002 | Ladda upp en bild av detta fornminne      |
| Tanum 295:1                   | Hällristning |              | Tanum, Bohuslän     |       | 58.725807, 11.329855 | 10160602950001 | Ladda upp en bild av detta fornminne      |
| Tanum 295:2                   | Hällristning |              | Tanum, Bohuslän     |       | 58.725803, 11.329898 | 10160602950002 | Ladda upp en bild av detta fornminne      |
| Tanum 295:3                   | Hällristning |              | Tanum, Bohuslän     |       | 58.725801, 11.329837 | 10160602950003 | Ladda upp en bild av detta fornminne      |
| Tanum 296:1                   | Hällristning |              | Tanum, Bohuslän     |       | 58.737039, 11.326733 | 10160602960001 | Ladda upp en bild av detta fornminne      |
| Tanum 297:1                   | Hällristning |              | Tanum, Bohuslän     |       | 58.745311, 11.347153 | 10160602970001 | Ladda upp en bild av detta fornminne      |
| Tanum 297:2                   | Hällristning |              | Tanum, Bohuslän     |       | 58.745467, 11.346683 | 10160602970002 | Ladda upp en bild av detta fornminne      |
| Tanum 298:1                   | Hällristning |              | Tanum, Bohuslän     |       | 58.745448, 11.346376 | 10160602980001 | Ladda upp en bild av detta fornminne      |
| Tanum 299:1                   | Hällristning |              | Tanum, Bohuslän     |       | 58.736278, 11.321827 | 10160602990001 | Ladda upp en bild av detta fornminne      |
| Tanum 299:2                   | Hällristning |              | Tanum, Bohuslän     |       | 58.736176, 11.322012 | 10160602990002 | Ladda upp en bild av detta fornminne      |
| Tanum 300:1                   | Hällristning |              | Tanum, Bohuslän     |       | 58.740238, 11.402717 | 10160603000001 | Ladda upp en bild av detta fornminne      |
| Tanum 301:1                   | Hällristning |              | Tanum, Bohuslän     |       | 58.733794, 11.404647 | 10160603010001 | Ladda upp en bild av detta fornminne      |
| Tanum 302:1                   | Hällristning |              | Tanum, Bohuslän     |       | 58.695246, 11.352982 | 10160603020001 | Ladda upp en bild av detta fornminne      |
| Tanum 302:2                   | Hällristning |              | Tanum, Bohuslän     |       | 58.695163, 11.352874 | 10160603020002 | Ladda upp en bild av detta fornminne      |
| Tanum 303:1                   | Hällristning |              | Tanum, Bohuslän     |       | 58.695016, 11.353094 | 10160603030001 | Ladda upp en bild av detta fornminne      |
| Tanum 304:1                   | Hällristning |              | Tanum, Bohuslän     |       | 58.694503, 11.351304 | 10160603040001 | Ladda upp en bild av detta fornminne      |
| Tanum 305:1                   | Hällristning |              | Tanum, Bohuslän     |       | 58.690322, 11.353516 | 10160603050001 | Ladda upp en bild av detta fornminne      |
| Tanum 306:1                   | Hällristning |              | Tanum, Bohuslän     |       | 58.690246, 11.353663 | 10160603060001 | Ladda upp en bild av detta fornminne      |
| Tanum 307:1                   | Hällristning |              | Tanum, Bohuslän     |       | 58.690062, 11.353804 | 10160603070001 | Ladda upp en bild av detta fornminne      |
| Tanum 308:1                   | Hällristning |              | Tanum, Bohuslän     |       | 58.690411, 11.351711 | 10160603080001 | Ladda upp en bild av detta fornminne      |
| Tanum 309:1                   | Hällristning |              | Tanum, Bohuslän     |       | 58.690451, 11.351258 | 10160603090001 | Ladda upp en bild av detta fornminne      |
| Tanum 310:1                   | Hällristning |              | Tanum, Bohuslän     |       | 58.689560, 11.352082 | 10160603100001 | Ladda upp en bild av detta fornminne      |
| Tanum 311:1                   | Hällristning |              | Tanum, Bohuslän     |       | 58.687248, 11.360733 | 10160603110001 | Ladda upp en till bild av detta fornminne |
| Tanum 312:1                   | Hällristning |              | Tanum, Bohuslän     |       | 58.689526, 11.357472 | 10160603120001 | Ladda upp en bild av detta fornminne      |
| Tanum 313:1                   | Hällristning |              | Tanum, Bohuslän     |       | 58.691805, 11.355025 | 10160603130001 | Ladda upp en bild av detta fornminne      |
| Tanum 314:1                   | Hällristning |              | Tanum, Bohuslän     |       | 58.695374, 11.368782 | 10160603140001 | Ladda upp en bild av detta fornminne      |
| Tanum 315:1                   | Hällristning |              | Tanum, Bohuslän     |       | 58.694774, 11.365845 | 10160603150001 | Ladda upp en bild av detta fornminne      |
| Tanum 316:1                   | Hällristning |              | Tanum, Bohuslän     |       | 58.683611, 11.351075 | 10160603160001 | Ladda upp en bild av detta fornminne      |
| Tanum 317:1                   | Hällristning |              | Tanum, Bohuslän     |       | 58.683281, 11.352924 | 10160603170001 | Ladda upp en bild av detta fornminne      |
| Tanum 317:2                   | Hällristning |              | Tanum, Bohuslän     |       | 58.683318, 11.352966 | 10160603170002 | Ladda upp en bild av detta fornminne      |
| Tanum 317:3                   | Hällristning |              | Tanum, Bohuslän     |       | 58.683294, 11.352842 | 10160603170003 | Ladda upp en bild av detta fornminne      |
| Tanum 318:1                   | Hällristning |              | Tanum, Bohuslän     |       | 58.682985, 11.353544 | 10160603180001 | Ladda upp en bild av detta fornminne      |
| Tanum 319:1                   | Hällristning |              | Tanum, Bohuslän     |       | 58.683046, 11.353610 | 10160603190001 | Ladda upp en bild av detta fornminne      |
| Tanum 319:2                   | Hällristning |              | Tanum, Bohuslän     |       | 58.683041, 11.353590 | 10160603190002 | Ladda upp en bild av detta fornminne      |
| Tanum 320:1                   | Hällristning |              | Tanum, Bohuslän     |       | 58.682990, 11.353692 | 10160603200001 | Ladda upp en bild av detta fornminne      |
| Tanum 321:1                   | Hällristning |              | Tanum, Bohuslän     |       | 58.682717, 11.353826 | 10160603210001 | Ladda upp en till bild av detta fornminne |
| Tanum 322:1                   | Hällristning |              | Tanum, Bohuslän     |       | 58.682695, 11.353932 | 10160603220001 | Ladda upp en bild av detta fornminne      |
| Tanum 322:2                   | Hällristning |              | Tanum, Bohuslän     |       | 58.682668, 11.353929 | 10160603220002 | Ladda upp en bild av detta fornminne      |
| Tanum 323:1                   | Hällristning |              | Tanum, Bohuslän     |       | 58.682616, 11.353941 | 10160603230001 | Ladda upp en till bild av detta fornminne |
| Tanum 324:1                   | Hällristning |              | Tanum, Bohuslän     |       | 58.682651, 11.353728 | 10160603240001 | Ladda upp en bild av detta fornminne      |
| Tanum 325:1                   | Hällristning |              | Tanum, Bohuslän     |       | 58.682637, 11.353799 | 10160603250001 | Ladda upp en till bild av detta fornminne |
| Tanum 326:1                   | Hällristning |              | Tanum, Bohuslän     |       | 58.671459, 11.353102 | 10160603260001 | Ladda upp en bild av detta fornminne      |
| Tanum 326:2                   | Hällristning |              | Tanum, Bohuslän     |       | 58.671461, 11.353119 | 10160603260002 | Ladda upp en bild av detta fornminne      |
| Tanum 327:1                   | Hällristning |              | Tanum, Bohuslän     |       | 58.671380, 11.353372 | 10160603270001 | Ladda upp en bild av detta fornminne      |
| Tanum 328:1                   | Hällristning |              | Tanum, Bohuslän     |       | 58.680462, 11.360988 | 10160603280001 | Ladda upp en bild av detta fornminne      |
| Tanum 329:1                   | Hällristning |              | Tanum, Bohuslän     |       | 58.680510, 11.361310 | 10160603290001 | Ladda upp en bild av detta fornminne      |
| Tanum 329:2                   | Hällristning |              | Tanum, Bohuslän     |       | 58.680506, 11.361098 | 10160603290002 | Ladda upp en bild av detta fornminne      |
| Tanum 330:1                   | Hällristning |              | Tanum, Bohuslän     |       | 58.680501, 11.361571 | 10160603300001 | Ladda upp en bild av detta fornminne      |
| Tanum 331:1                   | Hällristning |              | Tanum, Bohuslän     |       | 58.680469, 11.361920 | 10160603310001 | Ladda upp en bild av detta fornminne      |
| Tanum 332:1                   | Hällristning |              | Tanum, Bohuslän     |       | 58.680546, 11.363292 | 10160603320001 | Ladda upp en bild av detta fornminne      |
| Tanum 332:2                   | Hällristning |              | Tanum, Bohuslän     |       | 58.680571, 11.363214 | 10160603320002 | Ladda upp en bild av detta fornminne      |
| Tanum 332:3                   | Hällristning |              | Tanum, Bohuslän     |       | 58.680567, 11.363085 | 10160603320003 | Ladda upp en bild av detta fornminne      |
| Tanum 333:1                   | Hällristning |              | Tanum, Bohuslän     |       | 58.681164, 11.361893 | 10160603330001 | Ladda upp en bild av detta fornminne      |
| Tanum 333:2                   | Hällristning |              | Tanum, Bohuslän     |       | 58.681190, 11.361916 | 10160603330002 | Ladda upp en bild av detta fornminne      |
| Tanum 333:3                   | Hällristning |              | Tanum, Bohuslän     |       | 58.681168, 11.361931 | 10160603330003 | Ladda upp en bild av detta fornminne      |
| Tanum 334:1                   | Hällristning |              | Tanum, Bohuslän     |       | 58.682179, 11.363385 | 10160603340001 | Ladda upp en bild av detta fornminne      |
| Tanum 335:1                   | Hällristning |              | Tanum, Bohuslän     |       | 58.681976, 11.362518 | 10160603350001 | Ladda upp en bild av detta fornminne      |
| Tanum 336:1                   | Hällristning |              | Tanum, Bohuslän     |       | 58.682030, 11.363212 | 10160603360001 | Ladda upp en bild av detta fornminne      |
| Tanum 337:1                   | Hällristning |              | Tanum, Bohuslän     |       | 58.681766, 11.363379 | 10160603370001 | Ladda upp en bild av detta fornminne      |
| Tanum 338:1                   | Hällristning |              | Tanum, Bohuslän     |       | 58.682829, 11.368231 | 10160603380001 | Ladda upp en bild av detta fornminne      |
| Tanum 339:1                   | Hällristning |              | Tanum, Bohuslän     |       | 58.683220, 11.368394 | 10160603390001 | Ladda upp en bild av detta fornminne      |
| Tanum 340:1                   | Hällristning |              | Tanum, Bohuslän     |       | 58.689084, 11.378494 | 10160603400001 | Ladda upp en bild av detta fornminne      |
| Tanum 341:1                   | Hällristning |              | Tanum, Bohuslän     |       | 58.681086, 11.372394 | 10160603410001 | Ladda upp en bild av detta fornminne      |
| Tanum 342:1                   | Hällristning |              | Tanum, Bohuslän     |       | 58.685364, 11.386485 | 10160603420001 | Ladda upp en bild av detta fornminne      |
| Tanum 343:1                   | Hällristning |              | Tanum, Bohuslän     |       | 58.685320, 11.382917 | 10160603430001 | Ladda upp en bild av detta fornminne      |
| Tanum 343:2                   | Hällristning |              | Tanum, Bohuslän     |       | 58.685427, 11.382888 | 10160603430002 | Ladda upp en bild av detta fornminne      |
| Tanum 343:3                   | Hällristning |              | Tanum, Bohuslän     |       | 58.685443, 11.383128 | 10160603430003 | Ladda upp en bild av detta fornminne      |
| Tanum 344:1                   | Hällristning |              | Tanum, Bohuslän     |       | 58.680461, 11.342902 | 10160603440001 | Ladda upp en bild av detta fornminne      |
| Tanum 344:2                   | Hällristning |              | Tanum, Bohuslän     |       | 58.680461, 11.342902 | 10160603440002 | Ladda upp en bild av detta fornminne      |
| Tanum 344:3                   | Hällristning |              | Tanum, Bohuslän     |       | 58.680461, 11.342902 | 10160603440003 | Ladda upp en bild av detta fornminne      |
| Tanum 345:1                   | Hällristning |              | Tanum, Bohuslän     |       | 58.683188, 11.340530 | 10160603450001 | Ladda upp en bild av detta fornminne      |
| Tanum 347:1                   | Hällristning |              | Tanum, Bohuslän     |       | 58.679782, 11.344304 | 10160603470001 | Ladda upp en bild av detta fornminne      |
| Tanum 348:1                   | Hällristning |              | Tanum, Bohuslän     |       | 58.679418, 11.344439 | 10160603480001 | Ladda upp en bild av detta fornminne      |
| Tanum 349:1                   | Hällristning |              | Tanum, Bohuslän     |       | 58.681559, 11.339138 | 10160603490001 | Ladda upp en bild av detta fornminne      |
| Tanum 349:2                   | Hällristning |              | Tanum, Bohuslän     |       | 58.681456, 11.338994 | 10160603490002 | Ladda upp en bild av detta fornminne      |
| Tanum 350:1                   | Hällristning |              | Tanum, Bohuslän     |       | 58.682544, 11.338070 | 10160603500001 | Ladda upp en bild av detta fornminne      |
| Tanum 350:2                   | Hällristning |              | Tanum, Bohuslän     |       | 58.682523, 11.338110 | 10160603500002 | Ladda upp en bild av detta fornminne      |
| Tanum 350:3                   | Hällristning |              | Tanum, Bohuslän     |       | 58.682501, 11.338138 | 10160603500003 | Ladda upp en bild av detta fornminne      |
| Tanum 351:1                   | Hällristning |              | Tanum, Bohuslän     |       | 58.681916, 11.341398 | 10160603510001 | Ladda upp en bild av detta fornminne      |
| Tanum 352:1                   | Hällristning |              | Tanum, Bohuslän     |       | 58.681805, 11.341587 | 10160603520001 | Ladda upp en bild av detta fornminne      |
| Tanum 353:1                   | Hällristning |              | Tanum, Bohuslän     |       | 58.681935, 11.341751 | 10160603530001 | Ladda upp en bild av detta fornminne      |
| Tanum 354:1                   | Hällristning |              | Tanum, Bohuslän     |       | 58.681826, 11.341864 | 10160603540001 | Ladda upp en bild av detta fornminne      |
| Tanum 355:1                   | Hällristning |              | Tanum, Bohuslän     |       | 58.678992, 11.377480 | 10160603550001 | Ladda upp en bild av detta fornminne      |
| Tanum 356:1                   | Hällristning |              | Tanum, Bohuslän     |       | 58.678979, 11.377088 | 10160603560001 | Ladda upp en till bild av detta fornminne |
| Tanum 357:1                   | Hällristning |              | Tanum, Bohuslän     |       | 58.678908, 11.376732 | 10160603570001 | Ladda upp en till bild av detta fornminne |
| Tanum 358:1                   | Hällristning |              | Tanum, Bohuslän     |       | 58.678904, 11.376357 | 10160603580001 | Ladda upp en till bild av detta fornminne |
| Tanum 359:1                   | Hällristning |              | Tanum, Bohuslän     |       | 58.678672, 11.376256 | 10160603590001 | Ladda upp en bild av detta fornminne      |
| Tanum 359:2                   | Hällristning |              | Tanum, Bohuslän     |       | 58.678775, 11.376271 | 10160603590002 | Ladda upp en bild av detta fornminne      |
| Tanum 360:1                   | Hällristning |              | Tanum, Bohuslän     |       | 58.678648, 11.375978 | 10160603600001 | Ladda upp en bild av detta fornminne      |
| Tanum 361:1                   | Hällristning |              | Tanum, Bohuslän     |       | 58.678536, 11.375711 | 10160603610001 | Ladda upp en till bild av detta fornminne |
| Tanum 362:1                   | Hällristning |              | Tanum, Bohuslän     |       | 58.678571, 11.375454 | 10160603620001 | Ladda upp en bild av detta fornminne      |
| Tanum 363:1                   | Hällristning |              | Tanum, Bohuslän     |       | 58.678605, 11.380573 | 10160603630001 | Ladda upp en bild av detta fornminne      |
| Tanum 364:1                   | Hällristning |              | Tanum, Bohuslän     |       | 58.680650, 11.379986 | 10160603640001 | Ladda upp en bild av detta fornminne      |
| Tanum 365:1                   | Hällristning |              | Tanum, Bohuslän     |       | 58.657597, 11.390894 | 10160603650001 | Ladda upp en bild av detta fornminne      |
| Tanum 366:1                   | Hällristning |              | Tanum, Bohuslän     |       | 58.658219, 11.394177 | 10160603660001 | Ladda upp en bild av detta fornminne      |
| Tanum 367:1                   | Hällristning |              | Tanum, Bohuslän     |       | 58.658225, 11.407766 | 10160603670001 | Ladda upp en bild av detta fornminne      |
| Tanum 368:1                   | Hällristning |              | Tanum, Bohuslän     |       | 58.657855, 11.408229 | 10160603680001 | Ladda upp en bild av detta fornminne      |
| Tanum 368:2                   | Hällristning |              | Tanum, Bohuslän     |       | 58.657831, 11.408261 | 10160603680002 | Ladda upp en bild av detta fornminne      |
| Tanum 369:1                   | Hällristning |              | Tanum, Bohuslän     |       | 58.680770, 11.323040 | 10160603690001 | Ladda upp en bild av detta fornminne      |
| Tanum 369:2                   | Hällristning |              | Tanum, Bohuslän     |       | 58.680867, 11.323132 | 10160603690002 | Ladda upp en bild av detta fornminne      |
| Tanum 369:3                   | Hällristning |              | Tanum, Bohuslän     |       | 58.680843, 11.322945 | 10160603690003 | Ladda upp en bild av detta fornminne      |
| Tanum 401:1                   | Hällristning |              | Tanum, Bohuslän     |       | 58.652790, 11.359945 | 10160604010001 | Ladda upp en bild av detta fornminne      |
| Tanum 402:1                   | Hällristning |              | Tanum, Bohuslän     |       | 58.654145, 11.356206 | 10160604020001 | Ladda upp en bild av detta fornminne      |
| Tanum 403:1                   | Hällristning |              | Tanum, Bohuslän     |       | 58.654223, 11.356385 | 10160604030001 | Ladda upp en bild av detta fornminne      |
| Tanum 404:1                   | Hällristning |              | Tanum, Bohuslän     |       | 58.654275, 11.356585 | 10160604040001 | Ladda upp en bild av detta fornminne      |
| Tanum 404:2                   | Hällristning |              | Tanum, Bohuslän     |       | 58.654278, 11.356652 | 10160604040002 | Ladda upp en bild av detta fornminne      |
| Tanum 405:1                   | Hällristning |              | Tanum, Bohuslän     |       | 58.654957, 11.352125 | 10160604050001 | Ladda upp en till bild av detta fornminne |
| Tanum 406:1                   | Hällristning |              | Tanum, Bohuslän     |       | 58.653898, 11.352558 | 10160604060001 | Ladda upp en bild av detta fornminne      |
| Tanum 406:2                   | Hällristning |              | Tanum, Bohuslän     |       | 58.653831, 11.352746 | 10160604060002 | Ladda upp en bild av detta fornminne      |
| Tanum 407:1                   | Hällristning |              | Tanum, Bohuslän     |       | 58.653849, 11.351993 | 10160604070001 | Ladda upp en bild av detta fornminne      |
| Tanum 407:2                   | Hällristning |              | Tanum, Bohuslän     |       | 58.653802, 11.352087 | 10160604070002 | Ladda upp en bild av detta fornminne      |
| Tanum 408:1                   | Hällristning |              | Tanum, Bohuslän     |       | 58.651389, 11.364157 | 10160604080001 | Ladda upp en bild av detta fornminne      |
| Tanum 409:1                   | Hällristning |              | Tanum, Bohuslän     |       | 58.651523, 11.364139 | 10160604090001 | Ladda upp en bild av detta fornminne      |
| Tanum 410:1                   | Hällristning |              | Tanum, Bohuslän     |       | 58.651002, 11.363398 | 10160604100001 | Ladda upp en bild av detta fornminne      |
| Tanum 411:1                   | Hällristning |              | Tanum, Bohuslän     |       | 58.651098, 11.363316 | 10160604110001 | Ladda upp en bild av detta fornminne      |
| Tanum 412:1                   | Hällristning |              | Tanum, Bohuslän     |       | 58.655806, 11.357414 | 10160604120001 | Ladda upp en bild av detta fornminne      |
| Tanum 412:2                   | Hällristning |              | Tanum, Bohuslän     |       | 58.655581, 11.357787 | 10160604120002 | Ladda upp en bild av detta fornminne      |
| Tanum 413:1                   | Hällristning |              | Tanum, Bohuslän     |       | 58.653990, 11.352323 | 10160604130001 | Ladda upp en bild av detta fornminne      |
| Tanum 414:1                   | Hällristning |              | Tanum, Bohuslän     |       | 58.657479, 11.363145 | 10160604140001 | Ladda upp en bild av detta fornminne      |
| Tanum 415:1                   | Hällristning |              | Tanum, Bohuslän     |       | 58.658487, 11.363199 | 10160604150001 | Ladda upp en bild av detta fornminne      |
| Tanum 416:1                   | Hällristning |              | Tanum, Bohuslän     |       | 58.658558, 11.362671 | 10160604160001 | Ladda upp en bild av detta fornminne      |
| Tanum 417:1                   | Hällristning |              | Tanum, Bohuslän     |       | 58.658635, 11.363548 | 10160604170001 | Ladda upp en bild av detta fornminne      |
| Tanum 418:1                   | Hällristning |              | Tanum, Bohuslän     |       | 58.659342, 11.365762 | 10160604180001 | Ladda upp en bild av detta fornminne      |
| Tanum 419:1                   | Hällristning |              | Tanum, Bohuslän     |       | 58.660442, 11.365457 | 10160604190001 | Ladda upp en bild av detta fornminne      |
| Tanum 420:1                   | Hällristning |              | Tanum, Bohuslän     |       | 58.659923, 11.364645 | 10160604200001 | Ladda upp en bild av detta fornminne      |
| Tanum 421:1                   | Hällristning |              | Tanum, Bohuslän     |       | 58.660178, 11.364729 | 10160604210001 | Ladda upp en bild av detta fornminne      |
| Tanum 422:1                   | Hällristning |              | Tanum, Bohuslän     |       | 58.658324, 11.361926 | 10160604220001 | Ladda upp en bild av detta fornminne      |
| Tanum 423:1                   | Hällristning |              | Tanum, Bohuslän     |       | 58.659800, 11.360759 | 10160604230001 | Ladda upp en bild av detta fornminne      |
| Tanum 424:1                   | Hällristning |              | Tanum, Bohuslän     |       | 58.659879, 11.360956 | 10160604240001 | Ladda upp en bild av detta fornminne      |
| Tanum 425:1                   | Hällristning |              | Tanum, Bohuslän     |       | 58.666604, 11.364557 | 10160604250001 | Ladda upp en bild av detta fornminne      |
| Tanum 426:1                   | Hällristning |              | Tanum, Bohuslän     |       | 58.664539, 11.361880 | 10160604260001 | Ladda upp en bild av detta fornminne      |
| Tanum 427:1                   | Hällristning |              | Tanum, Bohuslän     |       | 58.663995, 11.360749 | 10160604270001 | Ladda upp en bild av detta fornminne      |
| Tanum 428:1                   | Hällristning |              | Tanum, Bohuslän     |       | 58.663646, 11.353141 | 10160604280001 | Ladda upp en bild av detta fornminne      |
| Tanum 429:1                   | Hällristning |              | Tanum, Bohuslän     |       | 58.660198, 11.362311 | 10160604290001 | Ladda upp en bild av detta fornminne      |
| Tanum 429:2                   | Hällristning |              | Tanum, Bohuslän     |       | 58.660183, 11.362141 | 10160604290002 | Ladda upp en bild av detta fornminne      |
| Tanum 429:3                   | Hällristning |              | Tanum, Bohuslän     |       | 58.660270, 11.362077 | 10160604290003 | Ladda upp en bild av detta fornminne      |
| Tanum 430:1                   | Hällristning |              | Tanum, Bohuslän     |       | 58.656098, 11.361242 | 10160604300001 | Ladda upp en bild av detta fornminne      |
| Tanum 431:1                   | Hällristning |              | Tanum, Bohuslän     |       | 58.656273, 11.361098 | 10160604310001 | Ladda upp en bild av detta fornminne      |
| Tanum 432:1                   | Hällristning |              | Tanum, Bohuslän     |       | 58.656340, 11.359500 | 10160604320001 | Ladda upp en till bild av detta fornminne |
| Tanum 433:1                   | Hällristning |              | Tanum, Bohuslän     |       | 58.655909, 11.359265 | 10160604330001 | Ladda upp en bild av detta fornminne      |
| Tanum 433:2                   | Hällristning |              | Tanum, Bohuslän     |       | 58.655909, 11.359265 | 10160604330002 | Ladda upp en bild av detta fornminne      |
| Tanum 434:1                   | Hällristning |              | Tanum, Bohuslän     |       | 58.743312, 11.278045 | 10160604340001 | Ladda upp en bild av detta fornminne      |
| Tanum 435:1                   | Hällristning |              | Tanum, Bohuslän     |       | 58.743676, 11.281001 | 10160604350001 | Ladda upp en bild av detta fornminne      |
| Tanum 435:2                   | Hällristning |              | Tanum, Bohuslän     |       | 58.743710, 11.281010 | 10160604350002 | Ladda upp en bild av detta fornminne      |
| Tanum 436:1                   | Hällristning |              | Tanum, Bohuslän     |       | 58.742777, 11.279701 | 10160604360001 | Ladda upp en bild av detta fornminne      |
| Tanum 437:1                   | Hällristning |              | Tanum, Bohuslän     |       | 58.742889, 11.280030 | 10160604370001 | Ladda upp en bild av detta fornminne      |
| Tanum 438:1                   | Hällristning |              | Tanum, Bohuslän     |       | 58.736961, 11.282502 | 10160604380001 | Ladda upp en bild av detta fornminne      |
| Tanum 439:1                   | Hällristning |              | Tanum, Bohuslän     |       | 58.736338, 11.281783 | 10160604390001 | Ladda upp en bild av detta fornminne      |
| Tanum 440:1                   | Hällristning |              | Tanum, Bohuslän     |       | 58.745570, 11.305652 | 10160604400001 | Ladda upp en bild av detta fornminne      |
| Tanum 441:1                   | Hällristning |              | Tanum, Bohuslän     |       | 58.738049, 11.305083 | 10160604410001 | Ladda upp en bild av detta fornminne      |
| Tanum 442:1                   | Hällristning |              | Tanum, Bohuslän     |       | 58.748740, 11.273017 | 10160604420001 | Ladda upp en bild av detta fornminne      |
| Tanum 443:1                   | Hällristning |              | Tanum, Bohuslän     |       | 58.746593, 11.270026 | 10160604430001 | Ladda upp en bild av detta fornminne      |
| Tanum 444:1                   | Hällristning |              | Tanum, Bohuslän     |       | 58.746385, 11.273080 | 10160604440001 | Ladda upp en bild av detta fornminne      |
| Tanum 445:1                   | Hällristning |              | Tanum, Bohuslän     |       | 58.745494, 11.271164 | 10160604450001 | Ladda upp en bild av detta fornminne      |
| Tanum 446:1                   | Hällristning |              | Tanum, Bohuslän     |       | 58.745656, 11.271363 | 10160604460001 | Ladda upp en bild av detta fornminne      |
| Tanum 447:1                   | Hällristning |              | Tanum, Bohuslän     |       | 58.745641, 11.271158 | 10160604470001 | Ladda upp en bild av detta fornminne      |
| Tanum 447:2                   | Hällristning |              | Tanum, Bohuslän     |       | 58.745566, 11.271269 | 10160604470002 | Ladda upp en bild av detta fornminne      |
| Tanum 448:1                   | Hällristning |              | Tanum, Bohuslän     |       | 58.745334, 11.271397 | 10160604480001 | Ladda upp en bild av detta fornminne      |
| Tanum 449:1                   | Hällristning |              | Tanum, Bohuslän     |       | 58.745532, 11.271661 | 10160604490001 | Ladda upp en bild av detta fornminne      |
| Tanum 450:1                   | Hällristning |              | Tanum, Bohuslän     |       | 58.744869, 11.272041 | 10160604500001 | Ladda upp en bild av detta fornminne      |
| Tanum 451:1                   | Hällristning |              | Tanum, Bohuslän     |       | 58.745063, 11.272000 | 10160604510001 | Ladda upp en bild av detta fornminne      |
| Tanum 453:1                   | Hällristning |              | Tanum, Bohuslän     |       | 58.745226, 11.273792 | 10160604530001 | Ladda upp en bild av detta fornminne      |
| Tanum 453:2                   | Hällristning |              | Tanum, Bohuslän     |       | 58.745136, 11.273788 | 10160604530002 | Ladda upp en bild av detta fornminne      |
| Tanum 453:3                   | Hällristning |              | Tanum, Bohuslän     |       | 58.745068, 11.273885 | 10160604530003 | Ladda upp en bild av detta fornminne      |
| Tanum 454:1                   | Hällristning |              | Tanum, Bohuslän     |       | 58.758488, 11.302890 | 10160604540001 | Ladda upp en bild av detta fornminne      |
| Tanum 455:1                   | Hällristning |              | Tanum, Bohuslän     |       | 58.758361, 11.304865 | 10160604550001 | Ladda upp en bild av detta fornminne      |
| Tanum 456:1                   | Hällristning |              | Tanum, Bohuslän     |       | 58.755219, 11.305478 | 10160604560001 | Ladda upp en bild av detta fornminne      |
| Tanum 457:1                   | Hällristning |              | Tanum, Bohuslän     |       | 58.755124, 11.305804 | 10160604570001 | Ladda upp en bild av detta fornminne      |
| Tanum 458:1                   | Hällristning |              | Tanum, Bohuslän     |       | 58.757034, 11.275376 | 10160604580001 | Ladda upp en bild av detta fornminne      |
| Tanum 459:1                   | Hällristning |              | Tanum, Bohuslän     |       | 58.757841, 11.348526 | 10160604590001 | Ladda upp en bild av detta fornminne      |
| Tanum 459:2                   | Hällristning |              | Tanum, Bohuslän     |       | 58.757721, 11.348604 | 10160604590002 | Ladda upp en bild av detta fornminne      |
| Tanum 459:3                   | Hällristning |              | Tanum, Bohuslän     |       | 58.757857, 11.348363 | 10160604590003 | Ladda upp en bild av detta fornminne      |
| Tanum 460:1                   | Hällristning |              | Tanum, Bohuslän     |       | 58.757922, 11.348683 | 10160604600001 | Ladda upp en bild av detta fornminne      |
| Tanum 460:2                   | Hällristning |              | Tanum, Bohuslän     |       | 58.757929, 11.349134 | 10160604600002 | Ladda upp en bild av detta fornminne      |
| Tanum 461:2                   | Hällristning |              | Tanum, Bohuslän     |       | 58.758667, 11.347912 | 10160604610002 | Ladda upp en bild av detta fornminne      |
| Tanum 462:1                   | Hällristning |              | Tanum, Bohuslän     |       | 58.759770, 11.353711 | 10160604620001 | Ladda upp en bild av detta fornminne      |
| Tanum 462:2                   | Hällristning |              | Tanum, Bohuslän     |       | 58.759620, 11.353602 | 10160604620002 | Ladda upp en bild av detta fornminne      |
| Tanum 463:1                   | Hällristning |              | Tanum, Bohuslän     |       | 58.759734, 11.353439 | 10160604630001 | Ladda upp en bild av detta fornminne      |
| Tanum 464:1                   | Hällristning |              | Tanum, Bohuslän     |       | 58.762609, 11.354676 | 10160604640001 | Ladda upp en bild av detta fornminne      |
| Tanum 464:2                   | Hällristning |              | Tanum, Bohuslän     |       | 58.762669, 11.354849 | 10160604640002 | Ladda upp en bild av detta fornminne      |
| Tanum 464:3                   | Hällristning |              | Tanum, Bohuslän     |       | 58.762773, 11.354888 | 10160604640003 | Ladda upp en bild av detta fornminne      |
| Tanum 464:4                   | Hällristning |              | Tanum, Bohuslän     |       | 58.762889, 11.355013 | 10160604640004 | Ladda upp en bild av detta fornminne      |
| Tanum 465:1                   | Hällristning |              | Tanum, Bohuslän     |       | 58.760120, 11.353962 | 10160604650001 | Ladda upp en bild av detta fornminne      |
| Tanum 466:1                   | Hällristning |              | Tanum, Bohuslän     |       | 58.759433, 11.353027 | 10160604660001 | Ladda upp en bild av detta fornminne      |
| Tanum 466:2                   | Hällristning |              | Tanum, Bohuslän     |       | 58.759447, 11.352813 | 10160604660002 | Ladda upp en bild av detta fornminne      |
| Tanum 467:1                   | Hällristning |              | Tanum, Bohuslän     |       | 58.740214, 11.268946 | 10160604670001 | Ladda upp en bild av detta fornminne      |
| Tanum 468:1                   | Hällristning |              | Tanum, Bohuslän     |       | 58.761521, 11.262887 | 10160604680001 | Ladda upp en bild av detta fornminne      |
| Tanum 469:1                   | Hällristning |              | Tanum, Bohuslän     |       | 58.762307, 11.256881 | 10160604690001 | Ladda upp en bild av detta fornminne      |
| Tanum 470:1                   | Hällristning |              | Tanum, Bohuslän     |       | 58.711076, 11.321210 | 10160604700001 | Ladda upp en bild av detta fornminne      |
| Tanum 472:1                   | Hällristning |              | Tanum, Bohuslän     |       | 58.655463, 11.302229 | 10160604720001 | Ladda upp en bild av detta fornminne      |
| Tanum 473:1                   | Hällristning |              | Tanum, Bohuslän     |       | 58.757349, 11.348173 | 10160604730001 | Ladda upp en bild av detta fornminne      |
| Tanum 473:2                   | Hällristning |              | Tanum, Bohuslän     |       | 58.757354, 11.347956 | 10160604730002 | Ladda upp en bild av detta fornminne      |
| Tanum 474:1                   | Hällristning |              | Tanum, Bohuslän     |       | 58.676082, 11.307176 | 10160604740001 | Ladda upp en bild av detta fornminne      |
| Tanum 474:2                   | Hällristning |              | Tanum, Bohuslän     |       | 58.676350, 11.307258 | 10160604740002 | Ladda upp en bild av detta fornminne      |
| Tanum 474:3                   | Hällristning |              | Tanum, Bohuslän     |       | 58.676230, 11.307397 | 10160604740003 | Ladda upp en bild av detta fornminne      |
| Tanum 474:4                   | Hällristning |              | Tanum, Bohuslän     |       | 58.675972, 11.306769 | 10160604740004 | Ladda upp en bild av detta fornminne      |
| Tanum 476:1                   | Hällristning |              | Tanum, Bohuslän     |       | 58.676654, 11.307195 | 10160604760001 | Ladda upp en bild av detta fornminne      |
| Tanum 477:1                   | Hällristning |              | Tanum, Bohuslän     |       | 58.678619, 11.311327 | 10160604770001 | Ladda upp en bild av detta fornminne      |
| Tanum 478:1                   | Hällristning |              | Tanum, Bohuslän     |       | 58.678583, 11.311540 | 10160604780001 | Ladda upp en bild av detta fornminne      |
| Tanum 479:1                   | Hällristning |              | Tanum, Bohuslän     |       | 58.678545, 11.311692 | 10160604790001 | Ladda upp en bild av detta fornminne      |
| Tanum 480:1                   | Hällristning |              | Tanum, Bohuslän     |       | 58.678813, 11.311886 | 10160604800001 | Ladda upp en bild av detta fornminne      |
| Tanum 481:1                   | Hällristning |              | Tanum, Bohuslän     |       | 58.679035, 11.311912 | 10160604810001 | Ladda upp en bild av detta fornminne      |
| Tanum 482:1                   | Hällristning |              | Tanum, Bohuslän     |       | 58.679449, 11.312286 | 10160604820001 | Ladda upp en bild av detta fornminne      |
| Tanum 482:2                   | Hällristning |              | Tanum, Bohuslän     |       | 58.679386, 11.312299 | 10160604820002 | Ladda upp en bild av detta fornminne      |
| Tanum 483:1                   | Hällristning |              | Tanum, Bohuslän     |       | 58.679498, 11.312109 | 10160604830001 | Ladda upp en bild av detta fornminne      |
| Tanum 484:1                   | Hällristning |              | Tanum, Bohuslän     |       | 58.645860, 11.297251 | 10160604840001 | Ladda upp en bild av detta fornminne      |
| Tanum 484:2                   | Hällristning |              | Tanum, Bohuslän     |       | 58.645580, 11.297331 | 10160604840002 | Ladda upp en bild av detta fornminne      |
| Tanum 485:1                   | Hällristning |              | Tanum, Bohuslän     |       | 58.690366, 11.317608 | 10160604850001 | Ladda upp en bild av detta fornminne      |
| Tanum 486:1                   | Hällristning |              | Tanum, Bohuslän     |       | 58.656804, 11.302461 | 10160604860001 | Ladda upp en bild av detta fornminne      |
| Tanum 487:1                   | Hällristning |              | Tanum, Bohuslän     |       | 58.644096, 11.316885 | 10160604870001 | Ladda upp en bild av detta fornminne      |
| Tanum 487:2                   | Hällristning |              | Tanum, Bohuslän     |       | 58.644104, 11.316642 | 10160604870002 | Ladda upp en bild av detta fornminne      |
| Tanum 488:1                   | Hällristning |              | Tanum, Bohuslän     |       | 58.634925, 11.353372 | 10160604880001 | Ladda upp en bild av detta fornminne      |
| Tanum 490:1                   | Hällristning |              | Tanum, Bohuslän     |       | 58.684906, 11.340212 | 10160604900001 | Ladda upp en bild av detta fornminne      |
| Tanum 491:1                   | Hällristning |              | Tanum, Bohuslän     |       | 58.655448, 11.363126 | 10160604910001 | Ladda upp en bild av detta fornminne      |
| Tanum 492:1                   | Hällristning |              | Tanum, Bohuslän     |       | 58.653926, 11.364747 | 10160604920001 | Ladda upp en bild av detta fornminne      |
| Tanum 493:1                   | Hällristning |              | Tanum, Bohuslän     |       | 58.649463, 11.360844 | 10160604930001 | Ladda upp en bild av detta fornminne      |
| Tanum 494:1                   | Hällristning |              | Tanum, Bohuslän     |       | 58.658813, 11.393458 | 10160604940001 | Ladda upp en bild av detta fornminne      |
| Drottningstenen (Tanum 496:1) | Hällristning |              | Tanum, Bohuslän     |       | 58.649090, 11.425943 | 10160604960001 | Ladda upp en bild av detta fornminne      |
| Tanum 498:1                   | Hällristning |              | Tanum, Bohuslän     |       | 58.757587, 11.347696 | 10160604980001 | Ladda upp en bild av detta fornminne      |
| Tanum 499:1                   | Hällristning |              | Tanum, Bohuslän     |       | 58.698134, 11.273024 | 10160604990001 | Ladda upp en bild av detta fornminne      |
| Tanum 499:2                   | Hällristning |              | Tanum, Bohuslän     |       | 58.698189, 11.272299 | 10160604990002 | Ladda upp en bild av detta fornminne      |
| Tanum 500:1                   | Hällristning |              | Tanum, Bohuslän     |       | 58.767138, 11.307818 | 10160605000001 | Ladda upp en bild av detta fornminne      |
| Tanum 501:1                   | Hällristning |              | Tanum, Bohuslän     |       | 58.698655, 11.271989 | 10160605010001 | Ladda upp en bild av detta fornminne      |
| Tanum 503:1                   | Hällristning |              | Tanum, Bohuslän     |       | 58.683532, 11.339330 | 10160605030001 | Ladda upp en bild av detta fornminne      |
| Tanum 504:1                   | Hällristning |              | Tanum, Bohuslän     |       | 58.735818, 11.292640 | 10160605040001 | Ladda upp en bild av detta fornminne      |
| Tanum 505:1                   | Hällristning |              | Tanum, Bohuslän     |       | 58.714451, 11.320241 | 10160605050001 | Ladda upp en bild av detta fornminne      |
| Tanum 506:1                   | Hällristning |              | Tanum, Bohuslän     |       | 58.708937, 11.325677 | 10160605060001 | Ladda upp en bild av detta fornminne      |
| Tanum 507:1                   | Hällristning |              | Tanum, Bohuslän     |       | 58.658717, 11.361613 | 10160605070001 | Ladda upp en bild av detta fornminne      |
| Tanum 509:1                   | Hällristning |              | Tanum, Bohuslän     |       | 58.653723, 11.359180 | 10160605090001 | Ladda upp en bild av detta fornminne      |
| Tanum 510:1                   | Hällristning |              | Tanum, Bohuslän     |       | 58.757696, 11.346035 | 10160605100001 | Ladda upp en bild av detta fornminne      |
| Tanum 510:2                   | Hällristning |              | Tanum, Bohuslän     |       | 58.757666, 11.345987 | 10160605100002 | Ladda upp en bild av detta fornminne      |
| Tanum 511:1                   | Hällristning |              | Tanum, Bohuslän     |       | 58.682869, 11.338954 | 10160605110001 | Ladda upp en bild av detta fornminne      |
| Tanum 512:1                   | Hällristning |              | Tanum, Bohuslän     |       | 58.683300, 11.339097 | 10160605120001 | Ladda upp en bild av detta fornminne      |
| Tanum 514:1                   | Hällristning |              | Tanum, Bohuslän     |       | 58.764294, 11.272682 | 10160605140001 | Ladda upp en bild av detta fornminne      |
| Tanum 515:1                   | Hällristning |              | Tanum, Bohuslän     |       | 58.701557, 11.349016 | 10160605150001 | Ladda upp en bild av detta fornminne      |
| Tanum 515:2                   | Hällristning |              | Tanum, Bohuslän     |       | 58.701551, 11.348810 | 10160605150002 | Ladda upp en bild av detta fornminne      |
| Tanum 515:3                   | Hällristning |              | Tanum, Bohuslän     |       | 58.701450, 11.348753 | 10160605150003 | Ladda upp en bild av detta fornminne      |
| Tanum 518:1                   | Hällristning |              | Tanum, Bohuslän     |       | 58.767613, 11.347056 | 10160605180001 | Ladda upp en bild av detta fornminne      |
| Tanum 599:1                   | Hällristning |              | Tanum, Bohuslän     |       | 58.722382, 11.365345 | 10160605990001 | Ladda upp en bild av detta fornminne      |
| Tanum 599:2                   | Hällristning |              | Tanum, Bohuslän     |       | 58.722367, 11.365315 | 10160605990002 | Ladda upp en bild av detta fornminne      |
| Tanum 600:1                   | Hällristning |              | Tanum, Bohuslän     |       | 58.723500, 11.368891 | 10160606000001 | Ladda upp en bild av detta fornminne      |
| Tanum 641:1                   | Hällristning |              | Tanum, Bohuslän     |       | 58.734696, 11.330402 | 10160606410001 | Ladda upp en bild av detta fornminne      |
| Valbrets grav (Tanum 713:2)   | Hällristning |              | Tanum, Bohuslän     |       | 58.705673, 11.307446 | 10160607130002 | Ladda upp en bild av detta fornminne      |
| Tanum 816:1                   | Hällristning |              | Tanum, Bohuslän     |       | 58.759096, 11.303664 | 10160608160001 | Ladda upp en bild av detta fornminne      |
| Tanum 817:1                   | Hällristning |              | Tanum, Bohuslän     |       | 58.706897, 11.362434 | 10160608170001 | Ladda upp en bild av detta fornminne      |
| Tanum 817:2                   | Hällristning |              | Tanum, Bohuslän     |       | 58.706782, 11.362375 | 10160608170002 | Ladda upp en bild av detta fornminne      |
| Tanum 817:3                   | Hällristning |              | Tanum, Bohuslän     |       | 58.706681, 11.362247 | 10160608170003 | Ladda upp en bild av detta fornminne      |
| Tanum 818:1                   | Hällristning |              | Tanum, Bohuslän     |       | 58.706240, 11.326496 | 10160608180001 | Ladda upp en bild av detta fornminne      |
| Tanum 819:1                   | Hällristning |              | Tanum, Bohuslän     |       | 58.685119, 11.335130 | 10160608190001 | Ladda upp en bild av detta fornminne      |
| Tanum 819:2                   | Hällristning |              | Tanum, Bohuslän     |       | 58.685510, 11.335570 | 10160608190002 | Ladda upp en bild av detta fornminne      |
| Tanum 820:1                   | Hällristning |              | Tanum, Bohuslän     |       | 58.673760, 11.397135 | 10160608200001 | Ladda upp en bild av detta fornminne      |
| Tanum 821:1                   | Hällristning |              | Tanum, Bohuslän     |       | 58.676308, 11.402511 | 10160608210001 | Ladda upp en bild av detta fornminne      |
| Tanum 822:1                   | Hällristning |              | Tanum, Bohuslän     |       | 58.675660, 11.402719 | 10160608220001 | Ladda upp en bild av detta fornminne      |
| Tanum 822:2                   | Hällristning |              | Tanum, Bohuslän     |       | 58.675776, 11.402703 | 10160608220002 | Ladda upp en bild av detta fornminne      |
| Tanum 825:1                   | Hällristning |              | Tanum, Bohuslän     |       | 58.655228, 11.352157 | 10160608250001 | Ladda upp en bild av detta fornminne      |
| Tanum 826:1                   | Hällristning |              | Tanum, Bohuslän     |       | 58.659137, 11.400425 | 10160608260001 | Ladda upp en bild av detta fornminne      |
| Tanum 827:1                   | Hällristning |              | Tanum, Bohuslän     |       | 58.675784, 11.402426 | 10160608270001 | Ladda upp en bild av detta fornminne      |
| Tanum 829:1                   | Hällristning |              | Tanum, Bohuslän     |       | 58.657368, 11.362573 | 10160608290001 | Ladda upp en bild av detta fornminne      |
| Tanum 829:2                   | Hällristning |              | Tanum, Bohuslän     |       | 58.657241, 11.362763 | 10160608290002 | Ladda upp en bild av detta fornminne      |
| Tanum 830:1                   | Hällristning |              | Tanum, Bohuslän     |       | 58.727057, 11.326401 | 10160608300001 | Ladda upp en bild av detta fornminne      |
| Tanum 832:1                   | Hällristning |              | Tanum, Bohuslän     |       | 58.701427, 11.339550 | 10160608320001 | Ladda upp en bild av detta fornminne      |
| Tanum 833:1                   | Hällristning |              | Tanum, Bohuslän     |       | 58.701751, 11.338994 | 10160608330001 | Ladda upp en bild av detta fornminne      |
| Tanum 834:1                   | Hällristning |              | Tanum, Bohuslän     |       | 58.702277, 11.338863 | 10160608340001 | Ladda upp en bild av detta fornminne      |
| Tanum 835:1                   | Hällristning |              | Tanum, Bohuslän     |       | 58.702595, 11.338687 | 10160608350001 | Ladda upp en bild av detta fornminne      |
| Tanum 836:1                   | Hällristning |              | Tanum, Bohuslän     |       | 58.699170, 11.338560 | 10160608360001 | Ladda upp en bild av detta fornminne      |
| Tanum 836:2                   | Hällristning |              | Tanum, Bohuslän     |       | 58.698819, 11.338953 | 10160608360002 | Ladda upp en bild av detta fornminne      |
| Tanum 837:1                   | Hällristning |              | Tanum, Bohuslän     |       | 58.705718, 11.335764 | 10160608370001 | Ladda upp en bild av detta fornminne      |
| Tanum 838:1                   | Hällristning |              | Tanum, Bohuslän     |       | 58.715858, 11.393316 | 10160608380001 | Ladda upp en bild av detta fornminne      |
| Tanum 840:1                   | Hällristning |              | Tanum, Bohuslän     |       | 58.722553, 11.379648 | 10160608400001 | Ladda upp en bild av detta fornminne      |
| Tanum 840:2                   | Hällristning |              | Tanum, Bohuslän     |       | 58.722603, 11.379719 | 10160608400002 | Ladda upp en bild av detta fornminne      |
| Tanum 841:1                   | Hällristning |              | Tanum, Bohuslän     |       | 58.688974, 11.343742 | 10160608410001 | Ladda upp en bild av detta fornminne      |
| Tanum 842:1                   | Hällristning |              | Tanum, Bohuslän     |       | 58.689713, 11.341893 | 10160608420001 | Ladda upp en bild av detta fornminne      |
| Tanum 842:2                   | Hällristning |              | Tanum, Bohuslän     |       | 58.689890, 11.342332 | 10160608420002 | Ladda upp en bild av detta fornminne      |
| Tanum 843:1                   | Hällristning |              | Tanum, Bohuslän     |       | 58.688340, 11.340292 | 10160608430001 | Ladda upp en bild av detta fornminne      |
| Tanum 844:1                   | Hällristning |              | Tanum, Bohuslän     |       | 58.686904, 11.328152 | 10160608440001 | Ladda upp en bild av detta fornminne      |
| Tanum 844:2                   | Hällristning |              | Tanum, Bohuslän     |       | 58.686876, 11.328218 | 10160608440002 | Ladda upp en bild av detta fornminne      |
| Tanum 845:1                   | Hällristning |              | Tanum, Bohuslän     |       | 58.689683, 11.324872 | 10160608450001 | Ladda upp en bild av detta fornminne      |
| Tanum 847:1                   | Hällristning |              | Tanum, Bohuslän     |       | 58.684901, 11.329302 | 10160608470001 | Ladda upp en bild av detta fornminne      |
| Tanum 847:2                   | Hällristning |              | Tanum, Bohuslän     |       | 58.684920, 11.329041 | 10160608470002 | Ladda upp en bild av detta fornminne      |
| Tanum 848:1                   | Hällristning |              | Tanum, Bohuslän     |       | 58.681332, 11.323612 | 10160608480001 | Ladda upp en bild av detta fornminne      |
| Tanum 849:1                   | Hällristning |              | Tanum, Bohuslän     |       | 58.678595, 11.344758 | 10160608490001 | Ladda upp en bild av detta fornminne      |
| Tanum 850:1                   | Hällristning |              | Tanum, Bohuslän     |       | 58.674166, 11.346983 | 10160608500001 | Ladda upp en bild av detta fornminne      |
| Tanum 851:1                   | Hällristning |              | Tanum, Bohuslän     |       | 58.650876, 11.366350 | 10160608510001 | Ladda upp en bild av detta fornminne      |
| Tanum 853:1                   | Hällristning |              | Tanum, Bohuslän     |       | 58.689927, 11.351454 | 10160608530001 | Ladda upp en bild av detta fornminne      |
| Tanum 853:2                   | Hällristning |              | Tanum, Bohuslän     |       | 58.689892, 11.351457 | 10160608530002 | Ladda upp en bild av detta fornminne      |
| Tanum 854:1                   | Hällristning |              | Tanum, Bohuslän     |       | 58.760750, 11.353954 | 10160608540001 | Ladda upp en bild av detta fornminne      |
| Tanum 855:1                   | Hällristning |              | Tanum, Bohuslän     |       | 58.687151, 11.307297 | 10160608550001 | Ladda upp en bild av detta fornminne      |
| Tanum 856:1                   | Hällristning |              | Tanum, Bohuslän     |       | 58.642845, 11.281006 | 10160608560001 | Ladda upp en bild av detta fornminne      |
| Tanum 857:1                   | Hällristning |              | Tanum, Bohuslän     |       | 58.695603, 11.272392 | 10160608570001 | Ladda upp en bild av detta fornminne      |
| Tanum 858:1                   | Hällristning |              | Tanum, Bohuslän     |       | 58.700997, 11.278056 | 10160608580001 | Ladda upp en bild av detta fornminne      |
| Tanum 858:2                   | Hällristning |              | Tanum, Bohuslän     |       | 58.700933, 11.278141 | 10160608580002 | Ladda upp en bild av detta fornminne      |
| Tanum 858:3                   | Hällristning |              | Tanum, Bohuslän     |       | 58.700879, 11.278161 | 10160608580003 | Ladda upp en bild av detta fornminne      |
| Tanum 858:4                   | Hällristning |              | Tanum, Bohuslän     |       | 58.700858, 11.278225 | 10160608580004 | Ladda upp en bild av detta fornminne      |
| Tanum 858:5                   | Hällristning |              | Tanum, Bohuslän     |       | 58.700886, 11.278584 | 10160608580005 | Ladda upp en bild av detta fornminne      |
| Tanum 858:6                   | Hällristning |              | Tanum, Bohuslän     |       | 58.700867, 11.278897 | 10160608580006 | Ladda upp en bild av detta fornminne      |
| Tanum 859:1                   | Hällristning |              | Tanum, Bohuslän     |       | 58.701415, 11.282656 | 10160608590001 | Ladda upp en bild av detta fornminne      |
| Tanum 859:2                   | Hällristning |              | Tanum, Bohuslän     |       | 58.701489, 11.282752 | 10160608590002 | Ladda upp en bild av detta fornminne      |
| Tanum 859:3                   | Hällristning |              | Tanum, Bohuslän     |       | 58.701528, 11.282524 | 10160608590003 | Ladda upp en bild av detta fornminne      |
| Tanum 859:4                   | Hällristning |              | Tanum, Bohuslän     |       | 58.701445, 11.282446 | 10160608590004 | Ladda upp en bild av detta fornminne      |
| Tanum 860:1                   | Hällristning |              | Tanum, Bohuslän     |       | 58.706206, 11.282790 | 10160608600001 | Ladda upp en bild av detta fornminne      |
| Tanum 861:1                   | Hällristning |              | Tanum, Bohuslän     |       | 58.703835, 11.326002 | 10160608610001 | Ladda upp en bild av detta fornminne      |
| Tanum 862:1                   | Hällristning |              | Tanum, Bohuslän     |       | 58.704529, 11.322691 | 10160608620001 | Ladda upp en bild av detta fornminne      |
| Tanum 862:2                   | Hällristning |              | Tanum, Bohuslän     |       | 58.704478, 11.322507 | 10160608620002 | Ladda upp en bild av detta fornminne      |
| Tanum 863:1                   | Hällristning |              | Tanum, Bohuslän     |       | 58.657812, 11.385537 | 10160608630001 | Ladda upp en bild av detta fornminne      |
| Tanum 863:2                   | Hällristning |              | Tanum, Bohuslän     |       | 58.657812, 11.385537 | 10160608630002 | Ladda upp en bild av detta fornminne      |
| Tanum 863:3                   | Hällristning |              | Tanum, Bohuslän     |       | 58.657812, 11.385537 | 10160608630003 | Ladda upp en bild av detta fornminne      |
| Tanum 863:4                   | Hällristning |              | Tanum, Bohuslän     |       | 58.657812, 11.385537 | 10160608630004 | Ladda upp en bild av detta fornminne      |
| Tanum 865:1                   | Hällristning |              | Tanum, Bohuslän     |       | 58.702834, 11.264937 | 10160608650001 | Ladda upp en bild av detta fornminne      |
| Tanum 865:2                   | Hällristning |              | Tanum, Bohuslän     |       | 58.702975, 11.265164 | 10160608650002 | Ladda upp en bild av detta fornminne      |
| Tanum 866:1                   | Hällristning |              | Tanum, Bohuslän     |       | 58.703037, 11.350052 | 10160608660001 | Ladda upp en bild av detta fornminne      |
| Tanum 866:2                   | Hällristning |              | Tanum, Bohuslän     |       | 58.703098, 11.350287 | 10160608660002 | Ladda upp en bild av detta fornminne      |
| Tanum 870:1                   | Hällristning |              | Tanum, Bohuslän     |       | 58.689304, 11.347482 | 10160608700001 | Ladda upp en bild av detta fornminne      |
| Tanum 870:2                   | Hällristning |              | Tanum, Bohuslän     |       | 58.689461, 11.347347 | 10160608700002 | Ladda upp en bild av detta fornminne      |
| Tanum 871:1                   | Hällristning |              | Tanum, Bohuslän     |       | 58.769202, 11.365797 | 10160608710001 | Ladda upp en bild av detta fornminne      |
| Tanum 871:2                   | Hällristning |              | Tanum, Bohuslän     |       | 58.769138, 11.364940 | 10160608710002 | Ladda upp en bild av detta fornminne      |
| Tanum 871:3                   | Hällristning |              | Tanum, Bohuslän     |       | 58.769039, 11.365835 | 10160608710003 | Ladda upp en bild av detta fornminne      |
| Tanum 871:4                   | Hällristning |              | Tanum, Bohuslän     |       | 58.768799, 11.365622 | 10160608710004 | Ladda upp en bild av detta fornminne      |
| Tanum 872:1                   | Hällristning |              | Tanum, Bohuslän     |       | 58.768843, 11.364458 | 10160608720001 | Ladda upp en bild av detta fornminne      |
| Tanum 872:2                   | Hällristning |              | Tanum, Bohuslän     |       | 58.768799, 11.364770 | 10160608720002 | Ladda upp en bild av detta fornminne      |
| Tanum 872:3                   | Hällristning |              | Tanum, Bohuslän     |       | 58.768929, 11.364491 | 10160608720003 | Ladda upp en bild av detta fornminne      |
| Tanum 872:4                   | Hällristning |              | Tanum, Bohuslän     |       | 58.768716, 11.364157 | 10160608720004 | Ladda upp en bild av detta fornminne      |
| Tanum 872:5                   | Hällristning |              | Tanum, Bohuslän     |       | 58.768657, 11.364002 | 10160608720005 | Ladda upp en bild av detta fornminne      |
| Tanum 872:6                   | Hällristning |              | Tanum, Bohuslän     |       | 58.768522, 11.364175 | 10160608720006 | Ladda upp en bild av detta fornminne      |
| Tanum 873:1                   | Hällristning |              | Tanum, Bohuslän     |       | 58.672668, 11.358881 | 10160608730001 | Ladda upp en bild av detta fornminne      |
| Tanum 874:1                   | Hällristning |              | Tanum, Bohuslän     |       | 58.719066, 11.381920 | 10160608740001 | Ladda upp en bild av detta fornminne      |
| Tanum 875:1                   | Hällristning |              | Tanum, Bohuslän     |       | 58.758187, 11.305013 | 10160608750001 | Ladda upp en bild av detta fornminne      |
| Tanum 877:1                   | Hällristning |              | Tanum, Bohuslän     |       | 58.676773, 11.284433 | 10160608770001 | Ladda upp en bild av detta fornminne      |
| Tanum 877:2                   | Hällristning |              | Tanum, Bohuslän     |       | 58.676777, 11.284569 | 10160608770002 | Ladda upp en bild av detta fornminne      |
| Tanum 878:1                   | Hällristning |              | Tanum, Bohuslän     |       | 58.691597, 11.337561 | 10160608780001 | Ladda upp en bild av detta fornminne      |
| Tanum 879:1                   | Hällristning |              | Tanum, Bohuslän     |       | 58.692990, 11.339562 | 10160608790001 | Ladda upp en bild av detta fornminne      |
| Tanum 880:1                   | Hällristning |              | Tanum, Bohuslän     |       | 58.695388, 11.336035 | 10160608800001 | Ladda upp en bild av detta fornminne      |
| Tanum 881:1                   | Hällristning |              | Tanum, Bohuslän     |       | 58.692874, 11.337020 | 10160608810001 | Ladda upp en bild av detta fornminne      |
| Tanum 883:1                   | Hällristning |              | Tanum, Bohuslän     |       | 58.692719, 11.338401 | 10160608830001 | Ladda upp en bild av detta fornminne      |
| Tanum 884:1                   | Hällristning |              | Tanum, Bohuslän     |       | 58.701461, 11.341509 | 10160608840001 | Ladda upp en bild av detta fornminne      |
| Tanum 884:2                   | Hällristning |              | Tanum, Bohuslän     |       | 58.701420, 11.341454 | 10160608840002 | Ladda upp en bild av detta fornminne      |
| Tanum 884:3                   | Hällristning |              | Tanum, Bohuslän     |       | 58.701461, 11.341509 | 10160608840003 | Ladda upp en bild av detta fornminne      |
| Tanum 884:4                   | Hällristning |              | Tanum, Bohuslän     |       | 58.701461, 11.341509 | 10160608840004 | Ladda upp en bild av detta fornminne      |
| Tanum 885:1                   | Hällristning |              | Tanum, Bohuslän     |       | 58.755727, 11.345298 | 10160608850001 | Ladda upp en bild av detta fornminne      |
| Tanum 886:1                   | Hällristning |              | Tanum, Bohuslän     |       | 58.753740, 11.345267 | 10160608860001 | Ladda upp en bild av detta fornminne      |
| Tanum 886:2                   | Hällristning |              | Tanum, Bohuslän     |       | 58.753730, 11.345239 | 10160608860002 | Ladda upp en bild av detta fornminne      |
| Tanum 887:1                   | Hällristning |              | Tanum, Bohuslän     |       | 58.754860, 11.344965 | 10160608870001 | Ladda upp en bild av detta fornminne      |
| Tanum 888:1                   | Hällristning |              | Tanum, Bohuslän     |       | 58.754033, 11.345847 | 10160608880001 | Ladda upp en bild av detta fornminne      |
| Tanum 889:1                   | Hällristning |              | Tanum, Bohuslän     |       | 58.756095, 11.342789 | 10160608890001 | Ladda upp en bild av detta fornminne      |
| Tanum 889:2                   | Hällristning |              | Tanum, Bohuslän     |       | 58.756130, 11.342795 | 10160608890002 | Ladda upp en bild av detta fornminne      |
| Tanum 890:1                   | Hällristning |              | Tanum, Bohuslän     |       | 58.755433, 11.340586 | 10160608900001 | Ladda upp en bild av detta fornminne      |
| Tanum 891:1                   | Hällristning |              | Tanum, Bohuslän     |       | 58.755703, 11.341152 | 10160608910001 | Ladda upp en bild av detta fornminne      |
| Tanum 892:1                   | Hällristning |              | Tanum, Bohuslän     |       | 58.758443, 11.354270 | 10160608920001 | Ladda upp en bild av detta fornminne      |
| Tanum 892:2                   | Hällristning |              | Tanum, Bohuslän     |       | 58.758771, 11.354350 | 10160608920002 | Ladda upp en bild av detta fornminne      |
| Tanum 893:1                   | Hällristning |              | Tanum, Bohuslän     |       | 58.736050, 11.313089 | 10160608930001 | Ladda upp en bild av detta fornminne      |
| Tanum 894:1                   | Hällristning |              | Tanum, Bohuslän     |       | 58.735146, 11.335231 | 10160608940001 | Ladda upp en bild av detta fornminne      |
| Tanum 895:1                   | Hällristning |              | Tanum, Bohuslän     |       | 58.728494, 11.329609 | 10160608950001 | Ladda upp en bild av detta fornminne      |
| Tanum 896:1                   | Hällristning |              | Tanum, Bohuslän     |       | 58.733165, 11.362917 | 10160608960001 | Ladda upp en bild av detta fornminne      |
| Tanum 897:1                   | Hällristning |              | Tanum, Bohuslän     |       | 58.730751, 11.366813 | 10160608970001 | Ladda upp en bild av detta fornminne      |
| Tanum 898:1                   | Hällristning |              | Tanum, Bohuslän     |       | 58.733033, 11.363933 | 10160608980001 | Ladda upp en bild av detta fornminne      |
| Tanum 899:1                   | Hällristning |              | Tanum, Bohuslän     |       | 58.735576, 11.360535 | 10160608990001 | Ladda upp en bild av detta fornminne      |
| Tanum 943:1                   | Hällristning |              | Tanum, Bohuslän     |       | 58.653780, 11.364197 | 10160609430001 | Ladda upp en bild av detta fornminne      |
| Tanum 944:1                   | Hällristning |              | Tanum, Bohuslän     |       | 58.660457, 11.365039 | 10160609440001 | Ladda upp en bild av detta fornminne      |
| Tanum 946:1                   | Hällristning |              | Tanum, Bohuslän     |       | 58.659620, 11.363719 | 10160609460001 | Ladda upp en bild av detta fornminne      |
| Tanum 946:2                   | Hällristning |              | Tanum, Bohuslän     |       | 58.659535, 11.363611 | 10160609460002 | Ladda upp en bild av detta fornminne      |
| Tanum 946:3                   | Hällristning |              | Tanum, Bohuslän     |       | 58.659980, 11.363991 | 10160609460003 | Ladda upp en bild av detta fornminne      |
| Tanum 946:4                   | Hällristning |              | Tanum, Bohuslän     |       | 58.660085, 11.363964 | 10160609460004 | Ladda upp en bild av detta fornminne      |
| Tanum 970:1                   | Hällristning |              | Tanum, Bohuslän     |       | 58.675432, 11.362903 | 10160609700001 | Ladda upp en bild av detta fornminne      |
| Tanum 982:2                   | Hällristning |              | Tanum, Bohuslän     |       | 58.680035, 11.386728 | 10160609820002 | Ladda upp en bild av detta fornminne      |
| Tanum 988:1                   | Hällristning |              | Tanum, Bohuslän     |       | 58.658730, 11.393901 | 10160609880001 | Ladda upp en bild av detta fornminne      |
| Tanum 988:2                   | Hällristning |              | Tanum, Bohuslän     |       | 58.658710, 11.394094 | 10160609880002 | Ladda upp en bild av detta fornminne      |
| Tanum 992:1                   | Hällristning |              | Tanum, Bohuslän     |       | 58.656817, 11.382762 | 10160609920001 | Ladda upp en bild av detta fornminne      |
| Tanum 997:1                   | Hällristning |              | Tanum, Bohuslän     |       | 58.665468, 11.361962 | 10160609970001 | Ladda upp en bild av detta fornminne      |
| Tanum 997:2                   | Hällristning |              | Tanum, Bohuslän     |       | 58.665374, 11.362113 | 10160609970002 | Ladda upp en bild av detta fornminne      |
| Tanum 998:1                   | Hällristning |              | Tanum, Bohuslän     |       | 58.665152, 11.361918 | 10160609980001 | Ladda upp en bild av detta fornminne      |
| Tanum 1017:3                  | Hällristning |              | Tanum, Bohuslän     |       | 58.774456, 11.351391 | 10160610170003 | Ladda upp en bild av detta fornminne      |
| Tanum 1109:1                  | Hällristning |              | Tanum, Bohuslän     |       | 58.716512, 11.390977 | 10160611090001 | Ladda upp en bild av detta fornminne      |
| Tanum 1109:2                  | Hällristning |              | Tanum, Bohuslän     |       | 58.716414, 11.391022 | 10160611090002 | Ladda upp en bild av detta fornminne      |
| Tanum 1110:1                  | Hällristning |              | Tanum, Bohuslän     |       | 58.718531, 11.396634 | 10160611100001 | Ladda upp en bild av detta fornminne      |
| Tanum 1110:2                  | Hällristning |              | Tanum, Bohuslän     |       | 58.718462, 11.395865 | 10160611100002 | Ladda upp en bild av detta fornminne      |
| Tanum 1110:3                  | Hällristning |              | Tanum, Bohuslän     |       | 58.718534, 11.395691 | 10160611100003 | Ladda upp en bild av detta fornminne      |
| Tanum 1111:1                  | Hällristning |              | Tanum, Bohuslän     |       | 58.718982, 11.394111 | 10160611110001 | Ladda upp en bild av detta fornminne      |
| Tanum 1111:2                  | Hällristning |              | Tanum, Bohuslän     |       | 58.718877, 11.394210 | 10160611110002 | Ladda upp en bild av detta fornminne      |
| Tanum 1112:1                  | Hällristning |              | Tanum, Bohuslän     |       | 58.718045, 11.394012 | 10160611120001 | Ladda upp en bild av detta fornminne      |
| Tanum 1122:1                  | Hällristning |              | Tanum, Bohuslän     |       | 58.682787, 11.352617 | 10160611220001 | Ladda upp en bild av detta fornminne      |
| Tanum 1124:1                  | Hällristning |              | Tanum, Bohuslän     |       | 58.722978, 11.365773 | 10160611240001 | Ladda upp en bild av detta fornminne      |
| Tanum 1124:2                  | Hällristning |              | Tanum, Bohuslän     |       | 58.723054, 11.365871 | 10160611240002 | Ladda upp en bild av detta fornminne      |
| Tanum 1124:3                  | Hällristning |              | Tanum, Bohuslän     |       | 58.723106, 11.365985 | 10160611240003 | Ladda upp en bild av detta fornminne      |
| Tanum 1124:4                  | Hällristning |              | Tanum, Bohuslän     |       | 58.722954, 11.365755 | 10160611240004 | Ladda upp en bild av detta fornminne      |
| Tanum 1124:5                  | Hällristning |              | Tanum, Bohuslän     |       | 58.722868, 11.365718 | 10160611240005 | Ladda upp en bild av detta fornminne      |
| Tanum 1132:1                  | Hällristning |              | Tanum, Bohuslän     |       | 58.724526, 11.364834 | 10160611320001 | Ladda upp en bild av detta fornminne      |
| Tanum 1133:1                  | Hällristning |              | Tanum, Bohuslän     |       | 58.724260, 11.364860 | 10160611330001 | Ladda upp en bild av detta fornminne      |
| Tanum 1134:1                  | Hällristning |              | Tanum, Bohuslän     |       | 58.724940, 11.363840 | 10160611340001 | Ladda upp en bild av detta fornminne      |
| Tanum 1135:1                  | Hällristning |              | Tanum, Bohuslän     |       | 58.726211, 11.325847 | 10160611350001 | Ladda upp en bild av detta fornminne      |
| Tanum 1136:1                  | Hällristning |              | Tanum, Bohuslän     |       | 58.740964, 11.343582 | 10160611360001 | Ladda upp en bild av detta fornminne      |
| Tanum 1136:2                  | Hällristning |              | Tanum, Bohuslän     |       | 58.741352, 11.343811 | 10160611360002 | Ladda upp en bild av detta fornminne      |
| Tanum 1137:1                  | Hällristning |              | Tanum, Bohuslän     |       | 58.741550, 11.345950 | 10160611370001 | Ladda upp en bild av detta fornminne      |
| Tanum 1137:2                  | Hällristning |              | Tanum, Bohuslän     |       | 58.741615, 11.345860 | 10160611370002 | Ladda upp en bild av detta fornminne      |
| Tanum 1137:3                  | Hällristning |              | Tanum, Bohuslän     |       | 58.741637, 11.345870 | 10160611370003 | Ladda upp en bild av detta fornminne      |
| Tanum 1137:4                  | Hällristning |              | Tanum, Bohuslän     |       | 58.741639, 11.345814 | 10160611370004 | Ladda upp en bild av detta fornminne      |
| Tanum 1138:1                  | Hällristning |              | Tanum, Bohuslän     |       | 58.742225, 11.345723 | 10160611380001 | Ladda upp en bild av detta fornminne      |
| Tanum 1139:1                  | Hällristning |              | Tanum, Bohuslän     |       | 58.743539, 11.350733 | 10160611390001 | Ladda upp en bild av detta fornminne      |
| Tanum 1140:1                  | Hällristning |              | Tanum, Bohuslän     |       | 58.743450, 11.342497 | 10160611400001 | Ladda upp en bild av detta fornminne      |
| Tanum 1141:1                  | Hällristning |              | Tanum, Bohuslän     |       | 58.741232, 11.324017 | 10160611410001 | Ladda upp en bild av detta fornminne      |
| Tanum 1141:2                  | Hällristning |              | Tanum, Bohuslän     |       | 58.741218, 11.324018 | 10160611410002 | Ladda upp en bild av detta fornminne      |
| Tanum 1141:3                  | Hällristning |              | Tanum, Bohuslän     |       | 58.741205, 11.324068 | 10160611410003 | Ladda upp en bild av detta fornminne      |
| Tanum 1141:4                  | Hällristning |              | Tanum, Bohuslän     |       | 58.741225, 11.324083 | 10160611410004 | Ladda upp en bild av detta fornminne      |
| Tanum 1142:1                  | Hällristning |              | Tanum, Bohuslän     |       | 58.745928, 11.343748 | 10160611420001 | Ladda upp en bild av detta fornminne      |
| Tanum 1143:1                  | Hällristning |              | Tanum, Bohuslän     |       | 58.745736, 11.340377 | 10160611430001 | Ladda upp en bild av detta fornminne      |
| Tanum 1143:2                  | Hällristning |              | Tanum, Bohuslän     |       | 58.745782, 11.340410 | 10160611430002 | Ladda upp en bild av detta fornminne      |
| Tanum 1143:3                  | Hällristning |              | Tanum, Bohuslän     |       | 58.745752, 11.340372 | 10160611430003 | Ladda upp en bild av detta fornminne      |
| Tanum 1143:4                  | Hällristning |              | Tanum, Bohuslän     |       | 58.745770, 11.340334 | 10160611430004 | Ladda upp en bild av detta fornminne      |
| Tanum 1143:5                  | Hällristning |              | Tanum, Bohuslän     |       | 58.745687, 11.340362 | 10160611430005 | Ladda upp en bild av detta fornminne      |
| Tanum 1143:6                  | Hällristning |              | Tanum, Bohuslän     |       | 58.745661, 11.340263 | 10160611430006 | Ladda upp en bild av detta fornminne      |
| Tanum 1143:7                  | Hällristning |              | Tanum, Bohuslän     |       | 58.745589, 11.340109 | 10160611430007 | Ladda upp en bild av detta fornminne      |
| Tanum 1143:8                  | Hällristning |              | Tanum, Bohuslän     |       | 58.745801, 11.341128 | 10160611430008 | Ladda upp en bild av detta fornminne      |
| Tanum 1144:1                  | Hällristning |              | Tanum, Bohuslän     |       | 58.759945, 11.359533 | 10160611440001 | Ladda upp en bild av detta fornminne      |
| Tanum 1145:1                  | Hällristning |              | Tanum, Bohuslän     |       | 58.760324, 11.361033 | 10160611450001 | Ladda upp en bild av detta fornminne      |
| Tanum 1146:1                  | Hällristning |              | Tanum, Bohuslän     |       | 58.763498, 11.358396 | 10160611460001 | Ladda upp en bild av detta fornminne      |
| Tanum 1148:1                  | Hällristning |              | Tanum, Bohuslän     |       | 58.722565, 11.320351 | 10160611480001 | Ladda upp en bild av detta fornminne      |
| Tanum 1149:1                  | Hällristning |              | Tanum, Bohuslän     |       | 58.706024, 11.330714 | 10160611490001 | Ladda upp en bild av detta fornminne      |
| Tanum 1149:2                  | Hällristning |              | Tanum, Bohuslän     |       | 58.705990, 11.330812 | 10160611490002 | Ladda upp en bild av detta fornminne      |
| Tanum 1150:1                  | Hällristning |              | Tanum, Bohuslän     |       | 58.700857, 11.345282 | 10160611500001 | Ladda upp en bild av detta fornminne      |
| Tanum 1371:1                  | Hällristning |              | Tanum, Bohuslän     |       | 58.730250, 11.359904 | 10160613710001 | Ladda upp en bild av detta fornminne      |
| Tanum 1371:2                  | Hällristning |              | Tanum, Bohuslän     |       | 58.730383, 11.359853 | 10160613710002 | Ladda upp en bild av detta fornminne      |
| Tanum 1371:3                  | Hällristning |              | Tanum, Bohuslän     |       | 58.730246, 11.359915 | 10160613710003 | Ladda upp en bild av detta fornminne      |
| Tanum 1371:4                  | Hällristning |              | Tanum, Bohuslän     |       | 58.730396, 11.359789 | 10160613710004 | Ladda upp en bild av detta fornminne      |
| Tanum 1371:5                  | Hällristning |              | Tanum, Bohuslän     |       | 58.730371, 11.359911 | 10160613710005 | Ladda upp en bild av detta fornminne      |
| Tanum 1371:6                  | Hällristning |              | Tanum, Bohuslän     |       | 58.730388, 11.359947 | 10160613710006 | Ladda upp en bild av detta fornminne      |
| Tanum 1372:1                  | Hällristning |              | Tanum, Bohuslän     |       | 58.730188, 11.361916 | 10160613720001 | Ladda upp en bild av detta fornminne      |
| Tanum 1372:3                  | Hällristning |              | Tanum, Bohuslän     |       | 58.730141, 11.361943 | 10160613720003 | Ladda upp en bild av detta fornminne      |
| Tanum 1719:1                  | Hällristning |              | Tanum, Bohuslän     |       | 58.754415, 11.344335 | 10160617190001 | Ladda upp en bild av detta fornminne      |
| Tanum 1723:1                  | Hällristning |              | Tanum, Bohuslän     |       | 58.699293, 11.346494 | 10160617230001 | Ladda upp en bild av detta fornminne      |
| Tanum 1724:1                  | Hällristning |              | Tanum, Bohuslän     |       | 58.702075, 11.346974 | 10160617240001 | Ladda upp en bild av detta fornminne      |
| Tanum 1736:1                  | Hällristning |              | Tanum, Bohuslän     |       | 58.701066, 11.340508 | 10160617360001 | Ladda upp en bild av detta fornminne      |
| Tanum 1737:1                  | Hällristning |              | Tanum, Bohuslän     |       | 58.701134, 11.341053 | 10160617370001 | Ladda upp en bild av detta fornminne      |
| Tanum 1738:1                  | Hällristning |              | Tanum, Bohuslän     |       | 58.653200, 11.352232 | 10160617380001 | Ladda upp en bild av detta fornminne      |
| Tanum 1739:1                  | Hällristning |              | Tanum, Bohuslän     |       | 58.652559, 11.350818 | 10160617390001 | Ladda upp en bild av detta fornminne      |
| Tanum 1740:1                  | Hällristning |              | Tanum, Bohuslän     |       | 58.650718, 11.365135 | 10160617400001 | Ladda upp en bild av detta fornminne      |
| Tanum 1741:1                  | Hällristning |              | Tanum, Bohuslän     |       | 58.651139, 11.359652 | 10160617410001 | Ladda upp en bild av detta fornminne      |
| Tanum 1744:1                  | Hällristning |              | Tanum, Bohuslän     |       | 58.654837, 11.362778 | 10160617440001 | Ladda upp en bild av detta fornminne      |
| Tanum 1745:1                  | Hällristning |              | Tanum, Bohuslän     |       | 58.653774, 11.365092 | 10160617450001 | Ladda upp en bild av detta fornminne      |
| Tanum 1746:1                  | Hällristning |              | Tanum, Bohuslän     |       | 58.664165, 11.361372 | 10160617460001 | Ladda upp en bild av detta fornminne      |
| Tanum 1746:2                  | Hällristning |              | Tanum, Bohuslän     |       | 58.664122, 11.361312 | 10160617460002 | Ladda upp en bild av detta fornminne      |
| Tanum 1766:4                  | Hällristning |              | Tanum, Bohuslän     |       | 58.690806, 11.394320 | 10160617660004 | Ladda upp en bild av detta fornminne      |
| Tanum 1771:2                  | Hällristning |              | Tanum, Bohuslän     |       | 58.693977, 11.395030 | 10160617710002 | Ladda upp en bild av detta fornminne      |
| Tanum 1781:1                  | Hällristning |              | Tanum, Bohuslän     |       | 58.707919, 11.364966 | 10160617810001 | Ladda upp en bild av detta fornminne      |
| Tanum 1793:1                  | Hällristning |              | Tanum, Bohuslän     |       | 58.696261, 11.371193 | 10160617930001 | Ladda upp en bild av detta fornminne      |
| Tanum 1793:2                  | Hällristning |              | Tanum, Bohuslän     |       | 58.696261, 11.371193 | 10160617930002 | Ladda upp en bild av detta fornminne      |
| Tanum 1794:1                  | Hällristning |              | Tanum, Bohuslän     |       | 58.673251, 11.399982 | 10160617940001 | Ladda upp en bild av detta fornminne      |
| Tanum 1797:1                  | Hällristning |              | Tanum, Bohuslän     |       | 58.708196, 11.379326 | 10160617970001 | Ladda upp en bild av detta fornminne      |
| Tanum 1836:1                  | Hällristning |              | Tanum, Bohuslän     |       | 58.733191, 11.303407 | 10160618360001 | Ladda upp en bild av detta fornminne      |
| Tanum 1837:1                  | Hällristning |              | Tanum, Bohuslän     |       | 58.734872, 11.299121 | 10160618370001 | Ladda upp en bild av detta fornminne      |
| Tanum 1837:2                  | Hällristning |              | Tanum, Bohuslän     |       | 58.734975, 11.299206 | 10160618370002 | Ladda upp en bild av detta fornminne      |
| Tanum 1837:3                  | Hällristning |              | Tanum, Bohuslän     |       | 58.734896, 11.299279 | 10160618370003 | Ladda upp en bild av detta fornminne      |
| Tanum 1843:1                  | Hällristning |              | Tanum, Bohuslän     |       | 58.745589, 11.292242 | 10160618430001 | Ladda upp en bild av detta fornminne      |
| Tanum 1858:1                  | Hällristning |              | Tanum, Bohuslän     |       | 58.689816, 11.333916 | 10160618580001 | Ladda upp en bild av detta fornminne      |
| Tanum 1858:2                  | Hällristning |              | Tanum, Bohuslän     |       | 58.689822, 11.333647 | 10160618580002 | Ladda upp en bild av detta fornminne      |
| Tanum 1858:3                  | Hällristning |              | Tanum, Bohuslän     |       | 58.689606, 11.333802 | 10160618580003 | Ladda upp en bild av detta fornminne      |
| Tanum 1871                    | Hällristning |              | Tanum, Bohuslän     |       | 58.697217, 11.243779 | 12000000007156 | Ladda upp en bild av detta fornminne      |
| Tanum 1884                    | Hällristning |              | Tanum, Bohuslän     |       | 58.722706, 11.310737 | 12000000012423 | Ladda upp en bild av detta fornminne      |
| Tanum 1901                    | Hällristning |              | Tanum, Bohuslän     |       | 58.721701, 11.311197 | 12000000036253 | Ladda upp en bild av detta fornminne      |
| Tanum 1902                    | Hällristning |              | Tanum, Bohuslän     |       | 58.721398, 11.311703 | 12000000036266 | Ladda upp en bild av detta fornminne      |
| Tanum 1913                    | Hällristning |              | Tanum, Bohuslän     |       | 58.702616, 11.377835 | 12000000036753 | Ladda upp en bild av detta fornminne      |
| Tanum 1916                    | Hällristning |              | Tanum, Bohuslän     |       | 58.697878, 11.234833 | 12000000040334 | Ladda upp en bild av detta fornminne      |
| Tanum 1917                    | Hällristning |              | Tanum, Bohuslän     |       | 58.698100, 11.232618 | 12000000040336 | Ladda upp en bild av detta fornminne      |
| Tanum 2119                    | Hällristning |              | Tanum, Bohuslän     |       | 58.673410, 11.398721 | 12000000078890 | Ladda upp en bild av detta fornminne      |
| Tanum 2183                    | Hällristning |              | Tanum, Bohuslän     |       | 58.740752, 11.304018 | 12000000102692 | Ladda upp en bild av detta fornminne      |
| Tanum 2185                    | Hällristning |              | Tanum, Bohuslän     |       | 58.676426, 11.355691 | 12000000103291 | Ladda upp en bild av detta fornminne      |
| Tanum 2186                    | Hällristning |              | Tanum, Bohuslän     |       | 58.676730, 11.389920 | 12000000103295 | Ladda upp en bild av detta fornminne      |
| Tanum 2187                    | Hällristning |              | Tanum, Bohuslän     |       | 58.686483, 11.327744 | 12000000103297 | Ladda upp en bild av detta fornminne      |
| Tanum 2188                    | Hällristning |              | Tanum, Bohuslän     |       | 58.737146, 11.343554 | 12000000103302 | Ladda upp en bild av detta fornminne      |
| Tanum 2189                    | Hällristning |              | Tanum, Bohuslän     |       | 58.688139, 11.338133 | 12000000103306 | Ladda upp en bild av detta fornminne      |
| Tanum 2190                    | Hällristning |              | Tanum, Bohuslän     |       | 58.654867, 11.361864 | 12000000103309 | Ladda upp en bild av detta fornminne      |
| Tanum 2191                    | Hällristning |              | Tanum, Bohuslän     |       | 58.648897, 11.360180 | 12000000103312 | Ladda upp en bild av detta fornminne      |
| Tanum 2192                    | Hällristning |              | Tanum, Bohuslän     |       | 58.688193, 11.340958 | 12000000103317 | Ladda upp en bild av detta fornminne      |
| Tanum 2193                    | Hällristning |              | Tanum, Bohuslän     |       | 58.654002, 11.352045 | 12000000103319 | Ladda upp en bild av detta fornminne      |
| Tanum 2194                    | Hällristning |              | Tanum, Bohuslän     |       | 58.731002, 11.371133 | 12000000104776 | Ladda upp en bild av detta fornminne      |